# Währinger Straße

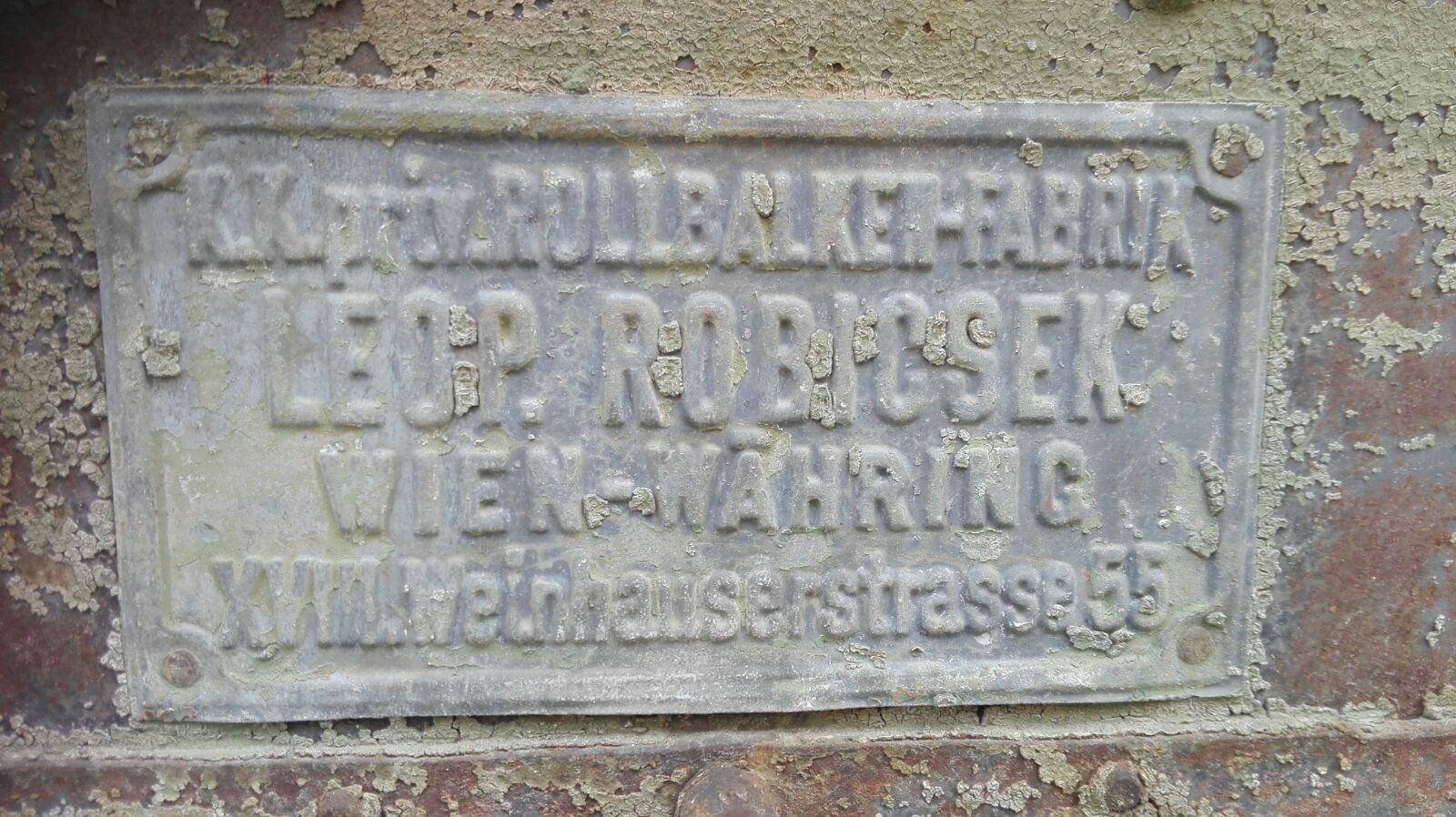
Historischer Rollladen in Bozen-Gries mit der Produktionsbezeichnung Wien-Währing, XVIII. Weinhauserstrasse 55, ca. 1910

Die Währinger Straße ist eine der wichtigsten Ausfallstraßen in Wien. Sie verläuft mit einer Länge von 3,14 Kilometer von der Maria-Theresien-Straße im 9. Bezirk, Alsergrund, nach Gersthof im 18. Bezirk, Währing.

## Lage
Die Währinger Straße beginnt beim Schottentor, an der Grenze zwischen der Inneren Stadt und dem Alsergrund. Bei der Volksoper kreuzt sie den Währinger Gürtel, die Grenze zwischen 9. und 18. Bezirk, und ändert ihre Richtung leicht von Nordwest auf Westnordwest. Hier befindet sich auch die U-Bahn-Station Währinger Straße-Volksoper der auf dem Gürtel zumeist in Hochlage verlaufenden Linie U6.
Weitere öffentliche Verkehrsmittel, durch die die Währinger Straße erschlossen ist, sind im 9. Bezirk die Straßenbahnlinien 37, 38, 40, 41 und 42, im 18. Bezirk die Linien 40 und 41. Vom Aumannplatz in Währing westwärts zur Station Gersthof verlaufen die Gleise in der parallelen Gentzgasse. Schließlich endet die Straße bei der Station Gersthof der Vorortelinie.

## Straßenname
Benannt ist die Währinger Straße nach der bis 1892 selbstständigen Gemeinde Währing. Im 9. Bezirk wurde der Name 1862 amtlich, im 18. Bezirk 1894.
Der Name wurde erstmals etwa 1170 als Warich urkundlich verzeichnet. Über die Herkunft des Namens gibt es nur Vermutungen. Möglicherweise ist er slawischen (var für warme Quelle) oder germanischen Ursprungs (werich für Tagwerk, d. h. ein Feld in einer Größe, wie es ein Mann an einem Tag bearbeiten kann), womöglich leitet er sich auch von Werigandus, dem ersten Abt des Klosters Michelbeuern, ab. Ein weiterer möglicher Ursprung des Namens könnte sich auf die slawische Landnahme zurückführen, gehen doch Döbling (Toplica = warmer Bach) und Währing (Varica = dunkler Bach) auf slawische Toponyme zurück.
Der Teil von der heutigen Sensengasse bis zur Als (Spitalgasse) hieß ab 1801 Hohlweg bzw. Hollweg. Die Bezeichnung Neuburgerstraße – erstmals 1314 als Niuwenburger straze erwähnt – für die Währinger Straße scheint in den Grundbüchern bis zur Gegend der heutigen Boltzmanngasse auf. Das Gebiet von der heutigen Van-Swieten-Gasse bis zur Lazarett- bzw. Spitalgasse hieß um 1818 Herzogspeint bzw. Herzogspeundt. Im 18. Bezirk hieß die Straße früher Zwanzigerzeile und Zweiunddreißigerzeile, später in Währing Hauptstraße und in Weinhaus Währing-Weinhauser Straße.

## Geschichte

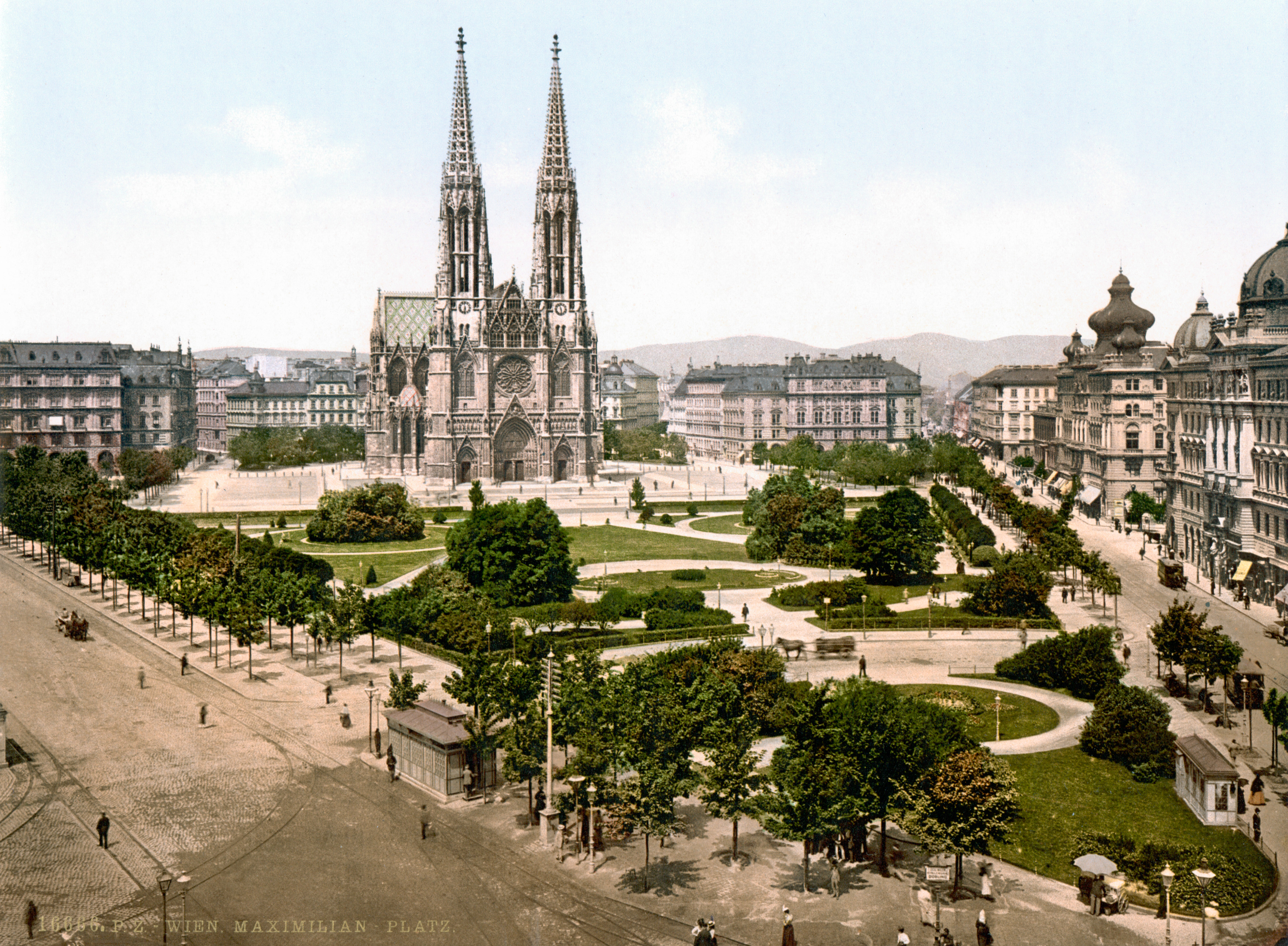
Der Anfang der Währinger Straße (rechts) bei Schottentor und Votivkirche, anno 1900

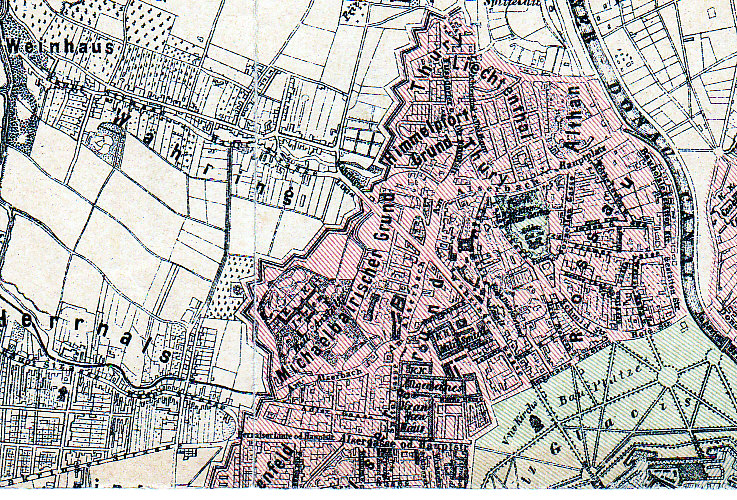
Der Verlauf der Währinger Straße auf einem Stadtplan von 1856

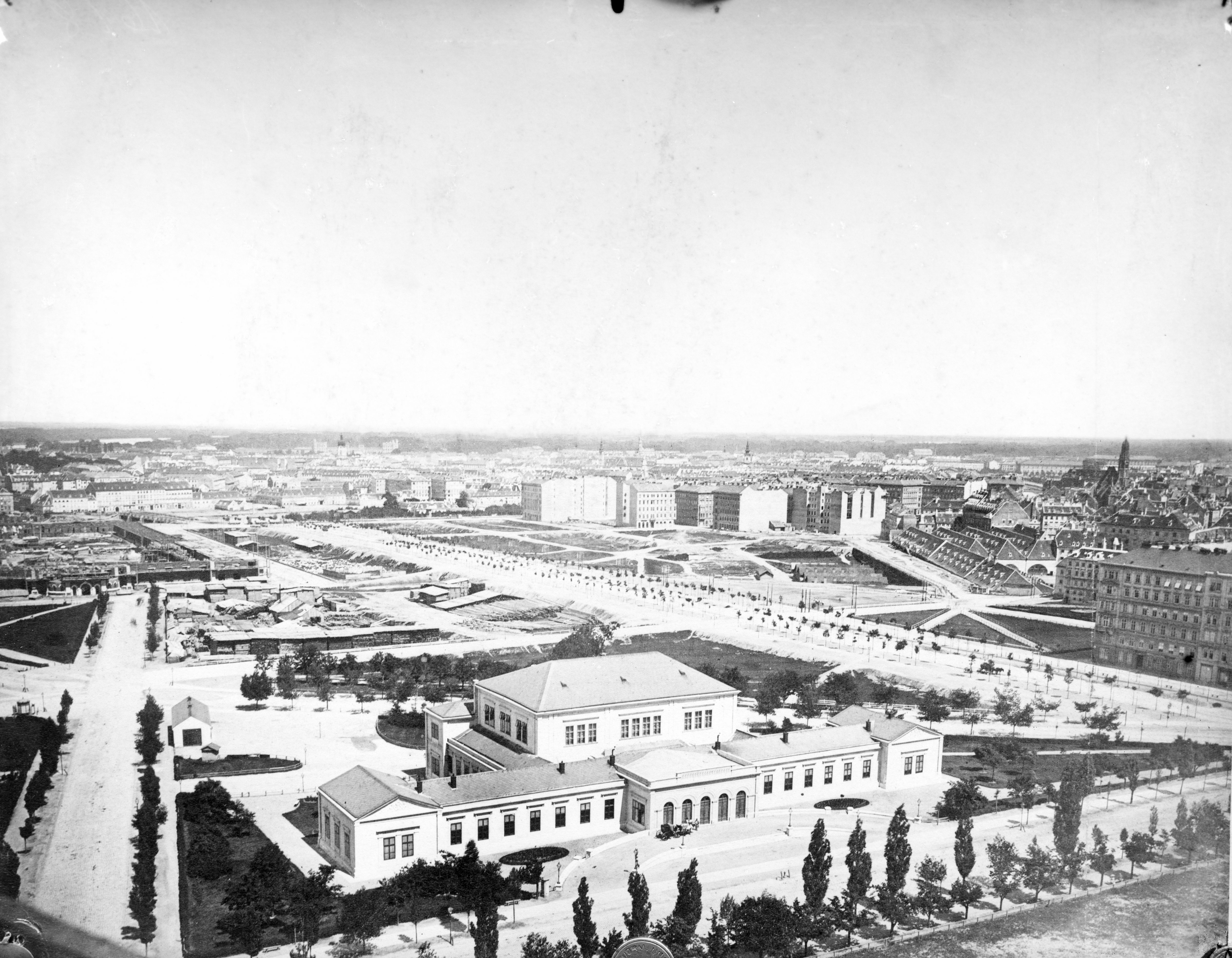
Provisorisches Abgeordnetenhaus auf Nr. 2–4, 1861–1883, dahinter der noch unverbaute Schottenring

Die Straße wurde urkundlich zum ersten Mal 1314 erwähnt. Damals wurde im Urbar des Schottenklosters  eine Neuburger Straße genannt. Bis in das 19. Jahrhundert stellten sich weite Teile des neunten Bezirks als Aulandschaft mit zahlreichen, später begradigten, zugeschütteten oder eingewölbten Wasserläufen dar; deshalb verlief diese Neuburger Straße nicht direkt am späteren Donaukanal nach Norden.
Nach den beiden Türkenbelagerungen wurde die Gegend im 18. Jahrhundert beliebter Ort für Gärten des Adels, – wie den direkt an der Währinger Gasse gelegenen, großen Dietrichsteingarten, in dem später das Palais Dietrichstein, heute Palais Clam-Gallas, gebaut wurde, und das nordöstlich anschließende, tiefer gelegene Gartenpalais Liechtenstein. Südwestlich der Währinger Gasse etablierten sich medizinische Institutionen, an die das Allgemeine Krankenhaus anschloss. Wo sich heute die zentrumsnächsten Häuserblöcke der Straße befinden, erstreckte sich bis 1858 bis zur Hausnummer 9, Ecke Schwarzspanierstraße, bzw. 16, Ecke Berggasse, das Glacis als freies Schussfeld und Landschaftspark vor der Stadtmauer.
Die Geschichte der Währinger Straße in der heutigen Form begann, als die Als, die die Straße an der heutigen Kreuzung mit dem Straßenzug Spitalgasse–Nussdorfer Straße im 9. Bezirk kreuzte, 1840 eingewölbt und als 1850 die Vorstädte innerhalb des Linienwalls nach Wien eingemeindet wurden. Nun wurde die Währinger Straße begradigt und 1855 vom Tal der Als bergauf bis zum Linienwall verlängert.
Der Währinger Teil zwischen Gürtel und Martinstraße war jahrhundertelang die Hauptstraße eines ländlich geprägten (aber seit Mitte des 19. Jahrhunderts zur Kleinstadt gewachsenen) Vorortes, was heute noch am verschlungenen Verlauf im Kontrast zum sichtachsenartig angelegten Teil am Alsergrund gut zu erkennen ist. Dort wurde die Straße 1862 amtlich Währinger Straße benannt. In Währing hieß sie nach wie vor Hauptstraße und wurde dort in den 1870er Jahren gepflastert; in Weinhaus wurde sie als Währing-Weinhauser Straße bezeichnet.
Mit der Eingemeindung vieler Vororte nach Wien, darunter Währing und Weinhaus, die 1890 beschlossen und am 1. Jänner 1892 wirksam wurde, erhielt die Straße ihre heutige Länge und 1894 auch in Währing den heutigen Namen. Das Linienamt an der bisherigen Stadtgrenze wurde 1891 geschlossen, der Linienwall 1893–1901 eingeebnet. 1898 wurde die Volksoper an der Kreuzung Währinger Straße / Währinger Gürtel fertiggestellt.
In dieser Zeit wurde auch die k.k. Stadtbahn (Architektur: Otto Wagner) gebaut, deren 1898 eröffnete Gürtellinie (seit 1925, von der Gemeinde Wien gepachtet, elektrifiziert und im Tarifverbund mit der Straßenbahn, Wiener Elektrische Stadtbahn, seit 1989 U-Bahn-Linie U6) die Währinger Straße als Hochbahn überquert und dort die Station Währinger Straße-Volksoper bedient. (Unter dem Viadukt hindurch sieht man vom Straßenteil im 9. Bezirk den Beginn des Straßenteils im 18. Bezirk; da die Straße hier stadtauswärts nach links knickt, ist der weitere Straßenverlauf in Währing aber nicht zu sehen.)
Die Vorortelinie der Stadtbahn am westlichen Ende der Währinger Straße wurde ebenfalls 1898 in Betrieb genommen; nach jahrzehntelangem Fehlen des Personenverkehrs wurde dieser 1987 von den ÖBB mit der S-Bahn-Linie S 45 wieder aufgenommen.
Die Bezirksgrenze zwischen 9. und 18. Bezirk verlief hier einen Häuserblock innerhalb des Währinger Gürtels, so dass die Volksoper zum 18. Bezirk zählte. Durch das niederösterreichische Landesgesetz vom 28. Dezember 1904 wurde festgelegt, dass diese Bezirksgrenze an die Gürtelstraße verlegt sei. In der dazugehörigen Kundmachung des niederösterreichischen Statthalters vom 7. Juni 1905 wurde konkretisiert, dass die neue westliche Grenze des 9. Bezirks an der „westlichen Grenze des Stadtbahnkörpers“ verlaufe (somit der innere Gürtel und die heutige U-Bahn-Trasse zum Bezirk Alsergrund gehöre) und ab 1. Juli 1905 gelte. Seither ist die Volksoper im 9. Bezirk.

## Wichtige Adressen
Gebäude mit ungeraden Nummern befinden sich an der südwestlichen bzw. südlichen Straßenseite, Gebäude mit geraden Nummern an der nordöstlichen bzw. nördlichen Seite.

### 9. Bezirk

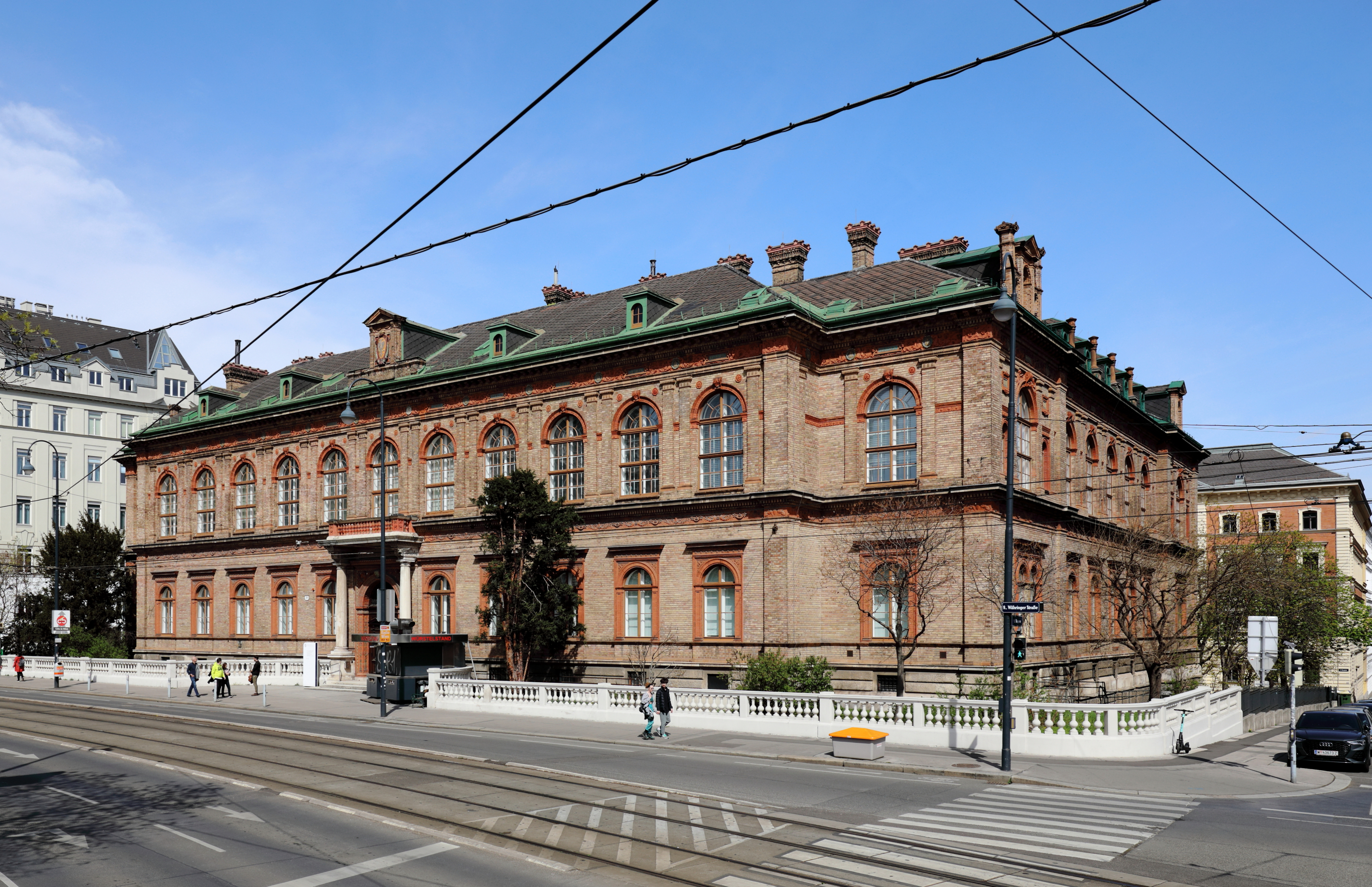
Nr. 10: Das alte Chemische Institut

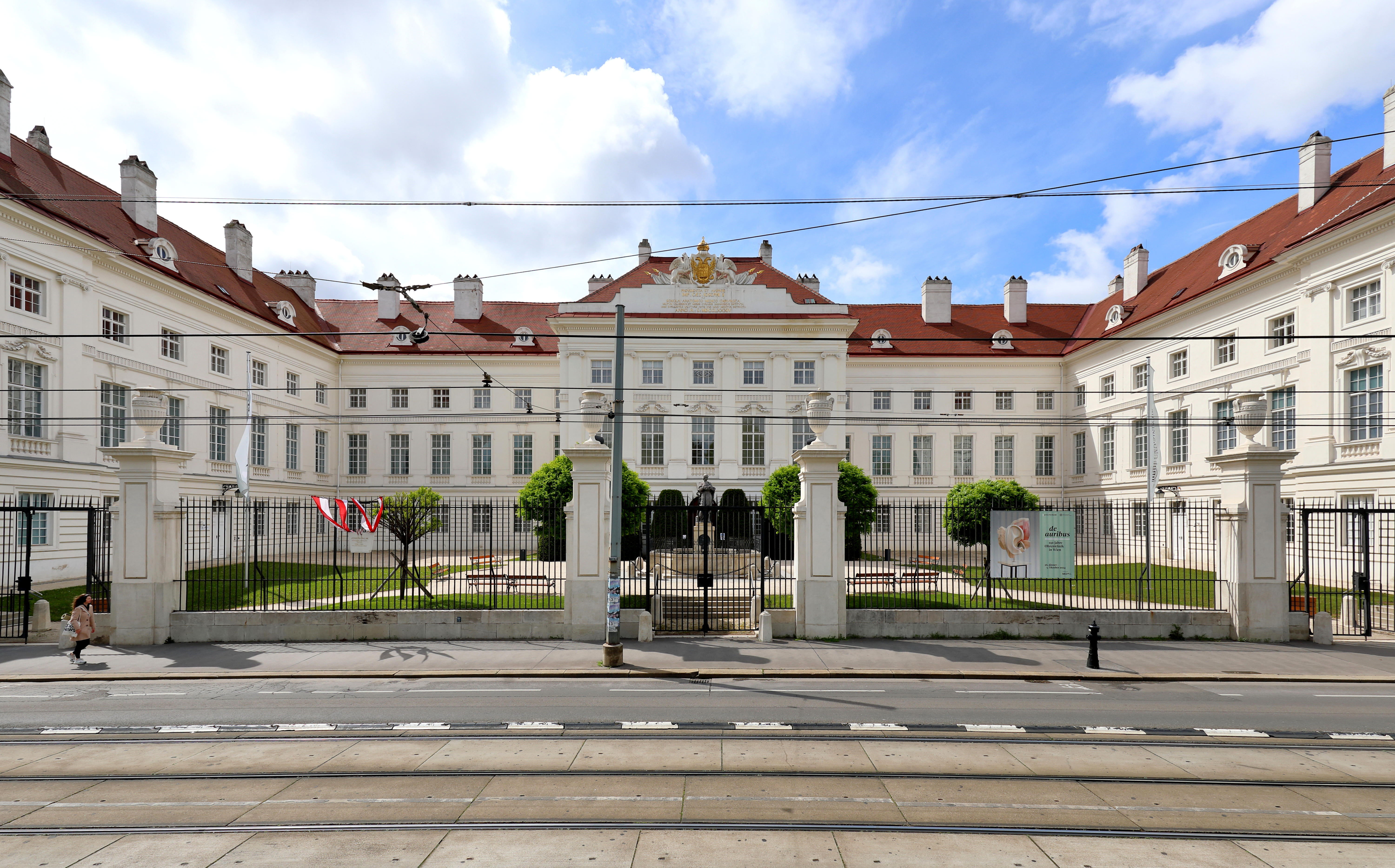
Nr. 25: Josephinum mit dem Museum für Geschichte der Medizin

Abschnitt von der Maria-Theresien-Straße bis zu Spitalgasse / Nussdorfer Straße (Nummern bis 69 und 78)
- Nr. 2–4: Hier stand 1861–1883 das als Schmerlingtheater ironisierte provisorische Abgeordnetenhaus des Reichsrates, bis 1866 Parlament der Gesamtmonarchie, ab 1867 nur der im Reichsrat vertretenen Königreiche und Länder. Der Reichsrat beschloss 1867 die bis zum Ende der österreichischen Monarchie 1918 gültige Dezemberverfassung.
- Nr. 6–8: Hier befand sich 1887–1908 der Sitz der Marinesektion des k.u.k. Kriegsministeriums. Das Ministerium selbst hatte seinen Sitz damals Am Hof.
- Nr. 10: Altes Chemisches Institut, 1869–1872 von Heinrich von Ferstel im Stil der Neurenaissance (Sichtziegel) erbaut.
- Nr. 13: Anatomisches Institut der Medizinischen Universität Wien (1950 / 1951) mit erhaltenem Mittelteil des im Bombenkrieg 1945 ansonsten zerstörten historistischen Gebäudes.
  - Nr. 11–13 bis 1852 k.k. Feuergewehrfabrik, nach deren Verlegung in das Wiener Arsenal Unterkunft für Militärmannschaften; später in den 1850er-Jahren Ort verschiedener k.k. Ämter, dann auch von Hörsälen der medizinischen Fakultät der Universität Wien, einer Abteilung der Militär-Polizeiwache sowie der Kunstgewerbeschule des Museums für Kunst und Industrie
- Nr. 13A: Pharmakologisches Institut; Backsteinbau, erbaut 1898.
- Nr. 19, Ecke Lackierergasse: Quartier für Obdachlose und Studierende unter dem Namen VinziRast mittendrin in einem Biedermeierhaus; initiiert von Cecily Corti (Vinzenzgemeinschaft St. Stephan).
- Nr. 25: Im barockklassizistischen Josephinum befindet sich das Institut für Geschichte der Medizin mit einer außergewöhnlichen Sammlung anatomischer Wachspräparate aus dem 18. Jahrhundert.
- Nr. 26: Gedenktafel für Mozart, der hier 1789 / 1790 in einem Gartenhaus Così fan tutte komponierte.
- Nr. 30–36: Palais Clam-Gallas, zuvor Palais Dietrichstein, heute vom Lycée Français de Vienne genutzt, in einem großen Privatpark.
- Nr. 38–42: Vor dem Chemischen und dem Physikalischen Institut der Universität Wien, 1908–1915 bei der Abzweigung der Boltzmanngasse auf dem Platz eines ehemaligen Armenversorgungshauses bzw. der k.k. Tabakregie errichtet, steht das von Wilhelm Frass gestaltete und 1935 enthüllte Denkmal für den erfolgreichen Chemiker und Unternehmer Carl Auer von Welsbach, Erfinder des Gasglühlichts. Nach ihm sind eine Gasse, ein Park und eine Straße benannt, 1956–1966 war sein Porträt auf dem 20-Schilling-Schein zu sehen.
- Nr. 41: Hier wohnte 1868–1876 der Komponist Anton Bruckner.
- Nr. 43: Im Gebäude der Bezirksvorstehung für den 9. Bezirk befindet sich das Bezirksmuseum Alsergrund, das eine Doderer-Gedenkstätte, einen Erich-Fried-Gedenkraum und ein Schnitzler-Memorial umfasst.
- Nr. 45: Auf dem Grundstück Ecke Spitalgasse stand einst ein Bürgerversorgungshaus, das 1928 abgerissen wurde. Dann legte die Stadtverwaltung hier den 1949 so benannten, großen Arne-Karlsson-Park an, in dem sich Denkmäler für den Röntgenologen Guido Holzknecht und für den schwedischen „Engel von Sibirien“, Elsa Brandström, befinden. Unter dem Park erstreckt sich ein Luftschutzbunker aus dem Zweiten Weltkrieg.
- Nr. 48: Wohnhaus der Musikerfamilie Sirota mit ihrer Tochter Beate Sirota, die 1945 Teile der japanischen Verfassung zu Frauenrechten konzipierte.[3]
- Nr. 50: Gegenüber dem Arne-Karlsson-Park wohnte unweit der Strudlhofstiege, die er als Titel für seinen bekanntesten Roman wählte,  von 1956 bis zu seinem Tod 1966 der Autor Heimito von Doderer. Einrichtungsgegenstände seines Arbeitszimmers wurden von seiner Witwe dem Bezirksmuseum (siehe Nr. 43) geschenkt.

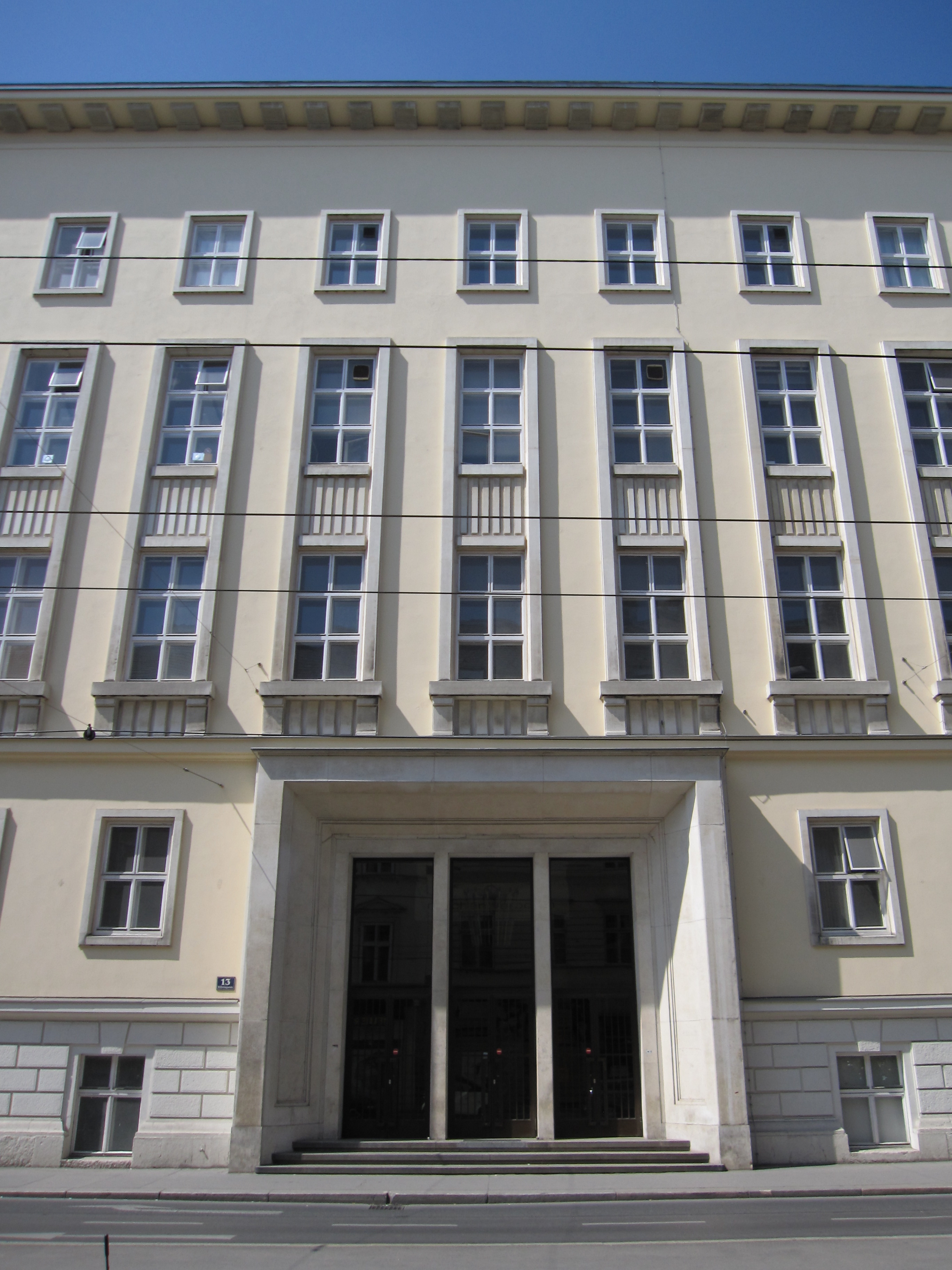
Nr. 13: Medizinische Universität Wien
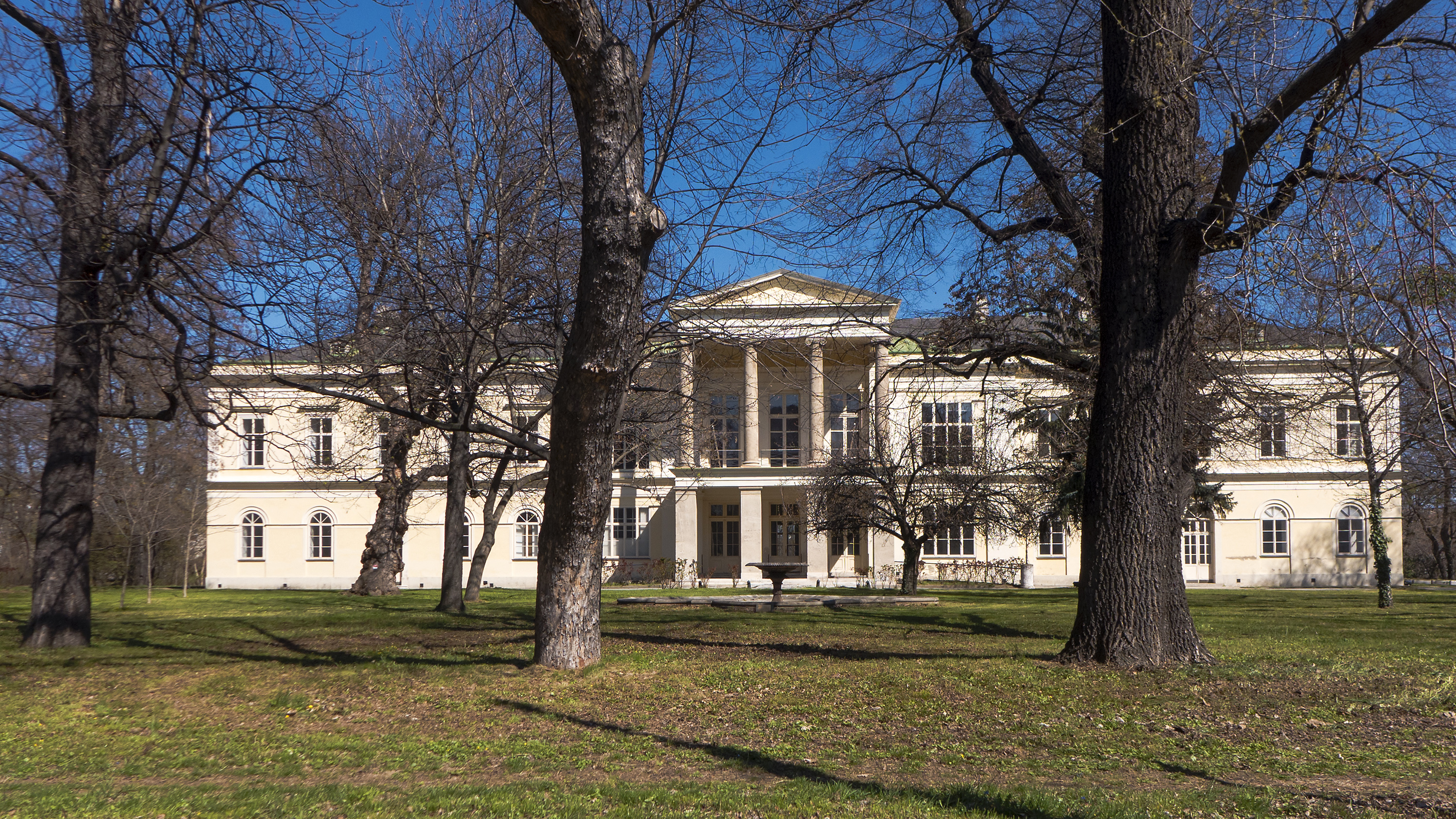
Das Palais Clam-Gallas auf Nr. 30–36
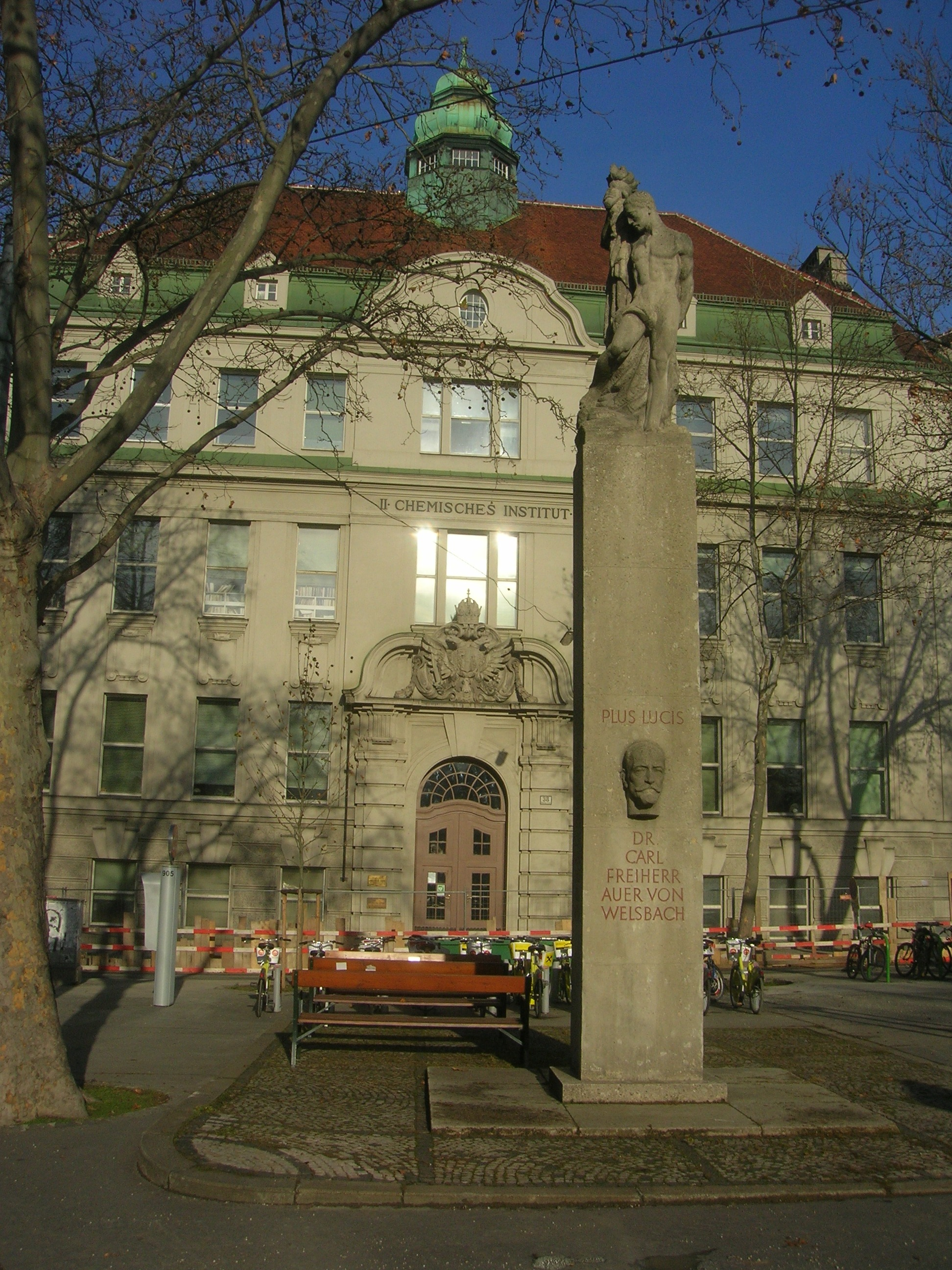
Denkmal für Carl Auer von Welsbach bei Nr. 38
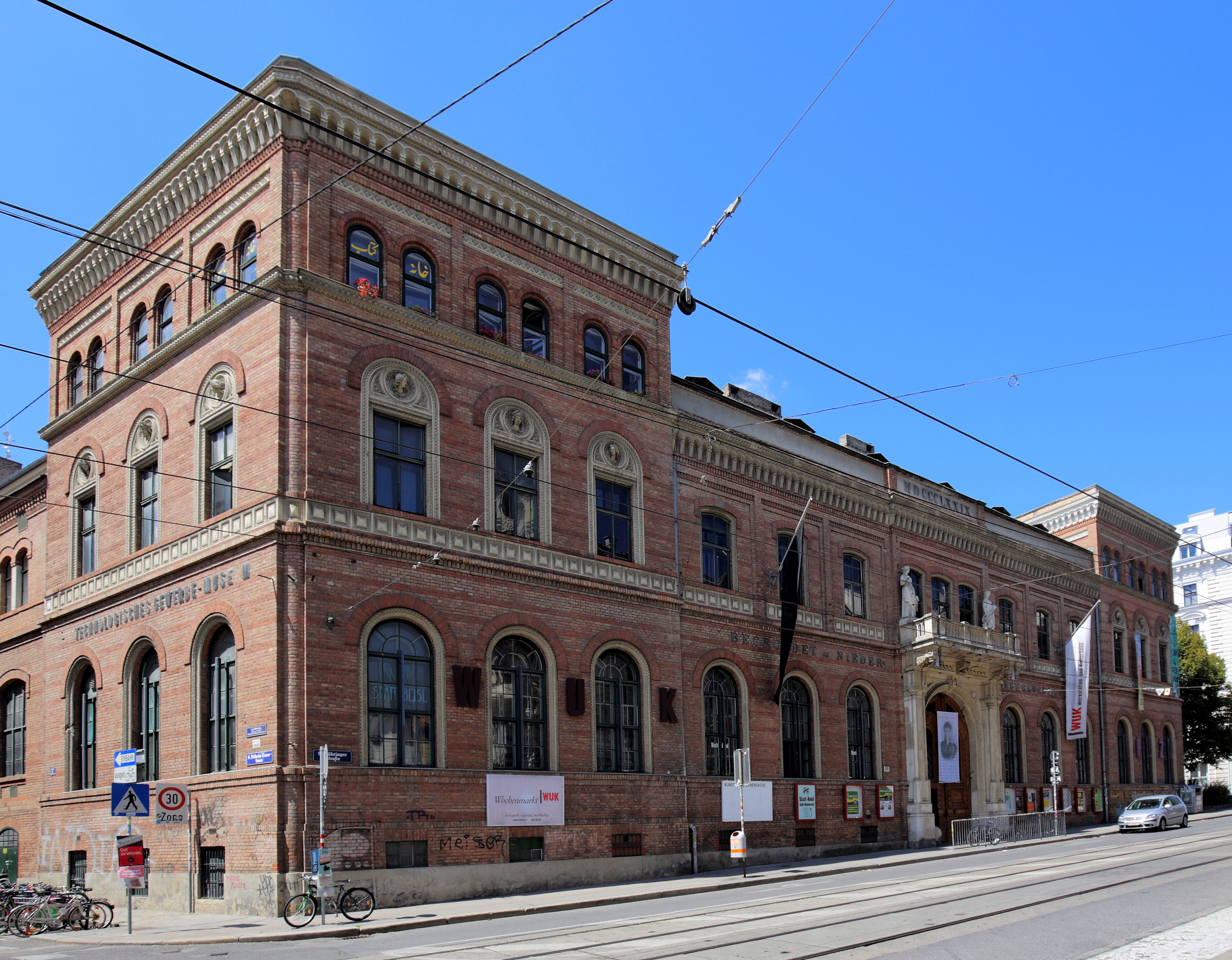
WUK, Werkstätten- und Kulturhaus, auf Nr. 59
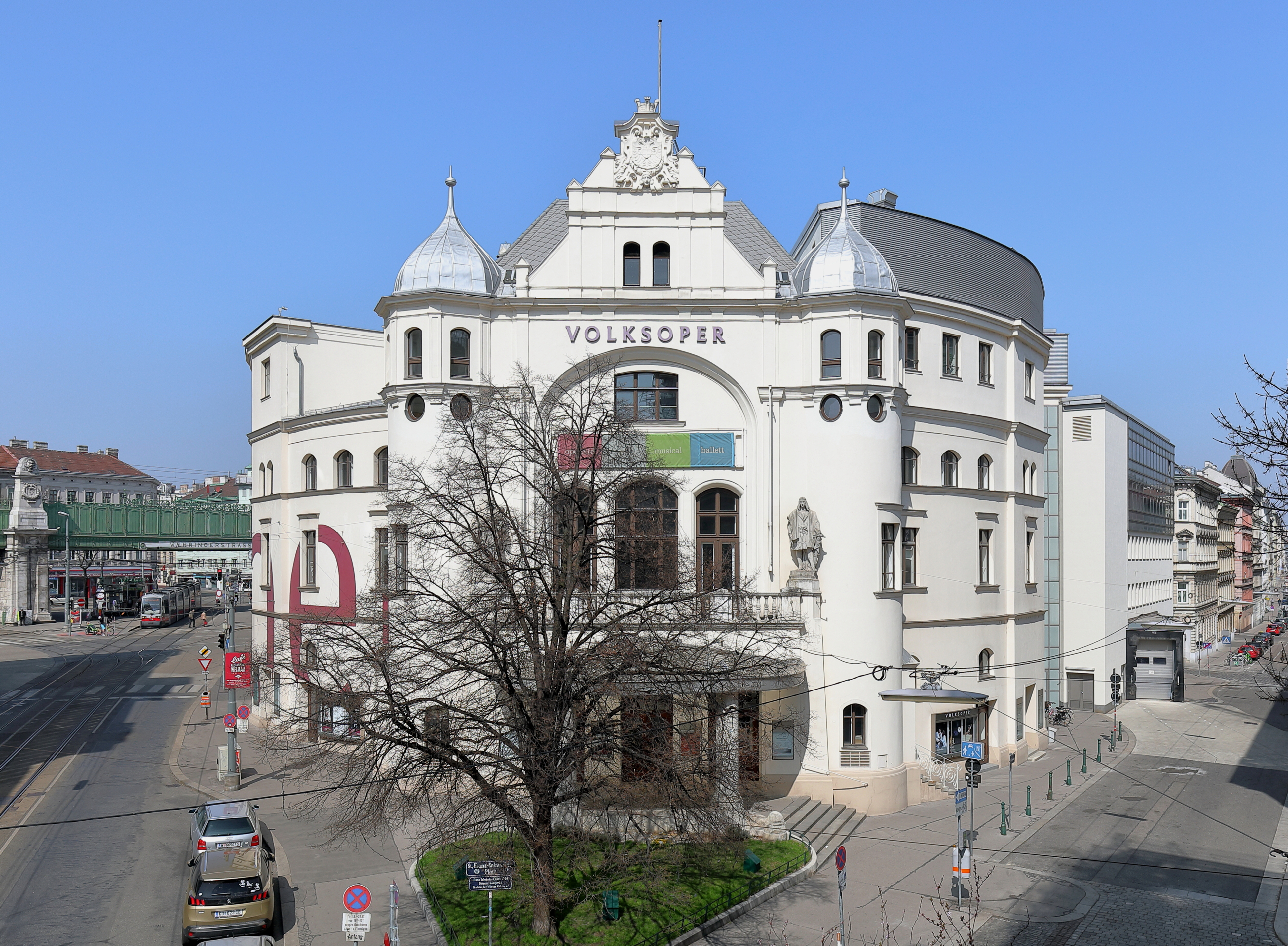
Die Volksoper auf Nr. 78; nächst Gürtel

Abschnitt von Spitalgasse / Nussdorfer Straße bis zum Währinger Gürtel
- Nr. 59: Eindrucksvolles Zeugnis der Frühindustrialisierung Wiens ist die ehemalige Lokomotivfabrik Georg Sigls auf Nummer 59. Bis 1873, als das Werk infolge der sogenannten Gründerkrise schließen musste, wurden hier Lokomotiven, Dampfmaschinen und Dampfkessel erzeugt. Von der Währinger Straße aus ist das ehemalige Direktions- und Wohngebäude mit zwei allegorischen Figuren, Technische Wissenschaft bzw. Maschinenbau darstellend, über dem Rundbogeneingang zu sehen. Von 1884 bis 1979 / 1980 befand sich in der weitläufigen, aus mehreren Höfen bestehenden Anlage die Technologisches Gewerbemuseum genannte höhere Lehr- und Versuchsanstalt. Seit 1981 beherbergen die Gebäude das alternative Kultur- und Veranstaltungszentrum WUK (Stiege 1–5) und das FZ – FrauenLesbenMigrantinnenMädchenZentrum („Frauenturm“, Stiege 6).
- Nr. 78: Auf dem Eckgrundstück zum Währinger Gürtel befindet sich die nach dem Theatergrundriss von Fellner & Helmer entworfene und 1898 als Kaiser-Franz-Josephs-Jubiläums-Stadttheater eröffnete, seit 1908 nur mehr Volksoper genannte Bühne, heute eines der vier Bundestheater. Sie zählte bis 1905, als die Bezirksgrenze zum Gürtel verlegt wurde, zum 18. Bezirk.

### 18. Bezirk
Im Zuge der Erneuerung der unterirdischen Wasserrohre im Sommer 2018 wurde die (äußere) Währinger Straße im Bereich zwischen Gürtel und Aumannplatz mit einigen Bäumen und Sitzgelegenheiten sowie abschnittsweise mit Gehsteigverbreiterungen versehen.

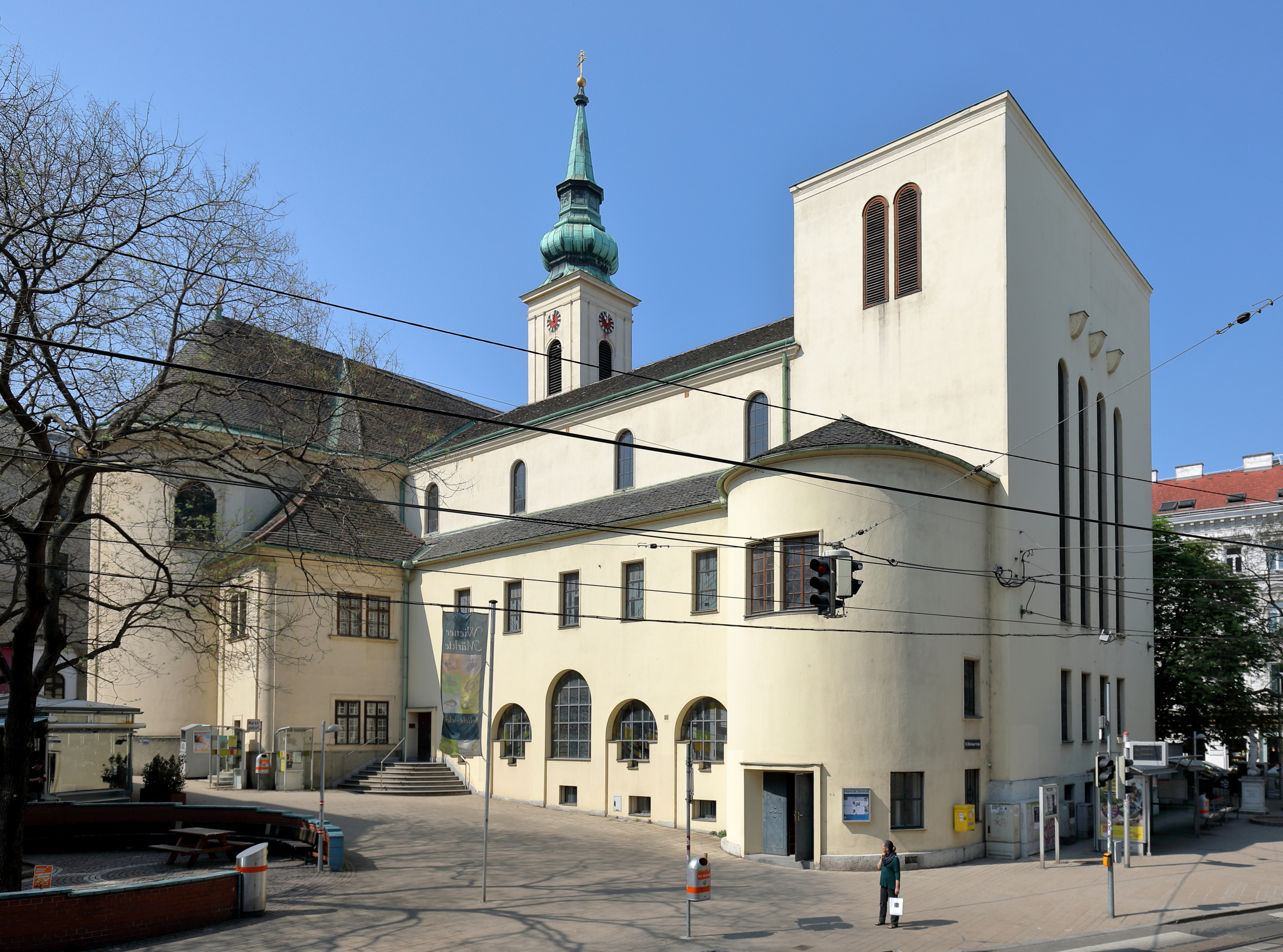
Die Währinger Pfarrkirche St. Gertrud auf Nr. 95

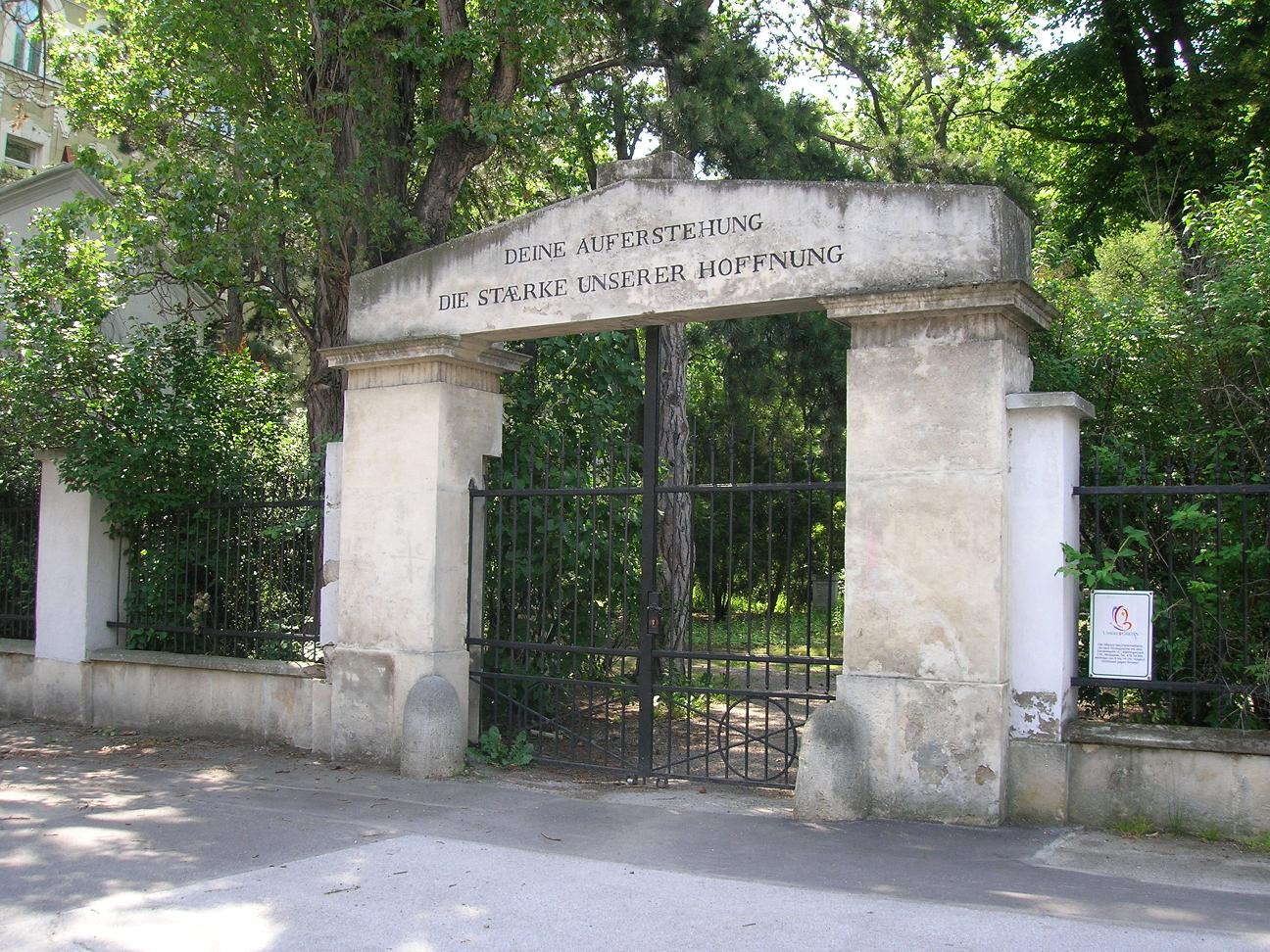
Der Schubertpark bei Nr. 123

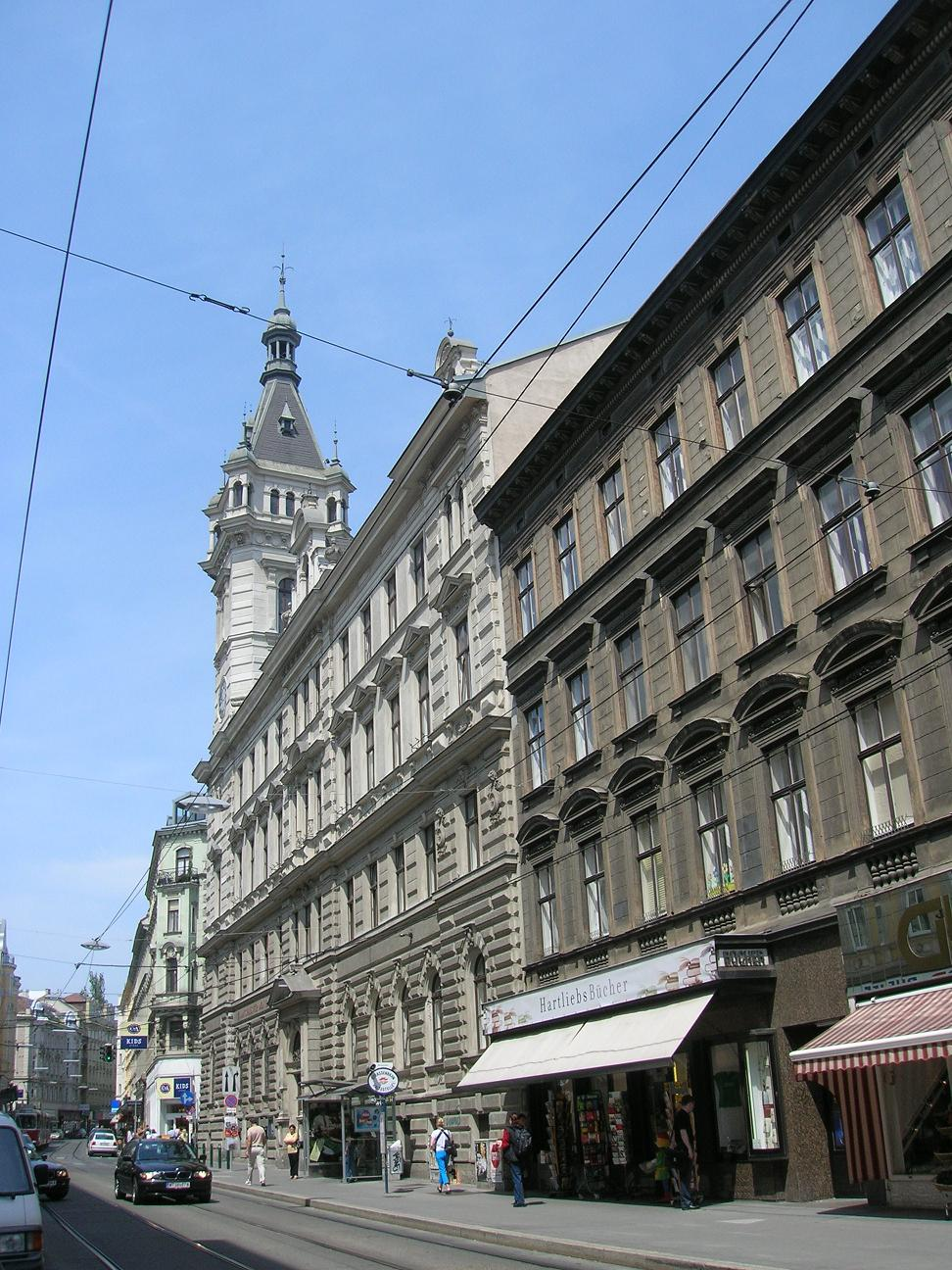
Das Magistratische Bezirksamt für den 18. Bezirk auf Nr. 124

Abschnitt vom Währinger Gürtel bis zur Martinstraße (Nummern ab 71 und 80)
- Nr. 81–83: Der Maler Hans Canon wurde 1829 hier geboren und hat seine Jugendjahre hier verbracht.
- Nr. 95: Bei der Währinger Pfarrkirche St. Gertrud (als Platz einer Kapelle erstmals 1213 erwähnt) erweitert sich die Währinger Straße südwärts zum Gertrudplatz  mit dem Kutschkermarkt, der sich in der vom Platz abzweigenden Kutschkergasse fortsetzt. Bis 1769, als der Währinger Ortsfriedhof am Ort des heutigen Schubertparks (siehe unten) eröffnet wurde, befand sich rund um die Kirche der Friedhof Währings.
- Nr. 114: Das Zinshaus wurde 1892 nach Plänen des Architekten Johann Hattey (1859–1904) gebaut.
- Nr. 124: Das ab 1889 auf einem ehemaligen Gasthausareal erbaute Rathaus der Gemeinde Währing, seit 1892 Magistratisches Bezirksamt, drückt mit seinem von weitem sichtbaren, markanten Uhrturm das Selbstbewusstsein des Wiener Vorortes im späten 19. Jahrhundert aus. Hier ist auch das Bezirksmuseum Währing untergebracht. Für das Gebäude wurde die Martinstraße von der Währinger Straße zur Gentzgasse (Anschluss: Gymnasiumstraße) verlängert; der Haupteingang hat die Adresse Martinstraße 100. Der Bau wies somit dem damaligen Wien den Rücken zu.

Abschnitt von der Martinstraße bis zu Simonygasse / Vorortelinie / Gersthofer Straße
- Nr. 109–111: Das Pestkreuz aus dem Jahr 1605 erinnert an Pestepidemien. Im 16. und 17. Jahrhundert wurde die Pest in Währing elfmal verzeichnet.
- Nr. 123: Der Gemeindehirt von Warich (1651 Währing genannt) wurde 1582 zum ersten Mal erwähnt. Das Halterhaus neben dem Friedhof, in dem er wohnte, wurde 1907 abgerissen.
- Zwischen Nr. 123 und 123A: Der 1925 eröffnete Schubertpark befindet sich am Standort des 1769 eröffneten und 1873 geschlossenen Währinger Ortsfriedhofs. Im Gräberhain befinden sich die Grabsteine von Beethoven, Schubert, Nestroy, Grillparzer und anderen ursprünglich dort Beerdigten.
- Nr. 143 bis 159: Aumannplatz mit Norbert-Liebermann-Park und -Denkmal
- Nr. 169–171 / Paulinengasse 15: Hier befand sich ab 1815 der Sommer- und Wohnsitz des  Journalisten und konservativen Staatsdenkers Friedrich von Gentz, das sogenannte Gentzschlössel in Form einer Stadtvilla. Gentz kaufte das Anwesen 1819. Das Gebäude war im Vormärz ein wichtiger gesellschaftlicher Treffpunkt des politischen Establishments in Wien. 1927 / 1928 wurde statt der Villa nach dem Entwurf von Konstantin Peller ein Gemeindebau mit 69 Wohnungen errichtet, der 1965 nach Rosa Toepler († 1916), die der Gemeinde Wien das Grundstück für wohltätige Zwecke hinterließ, den Namen Toepler-Hof erhielt.
- Nr. 170: Johannes-Nepomuk-Statue
- Nr. 173–181: Hier stand bis 1957 das von Fürst Konstantin Czartoryski 1831 gekaufte und nach ihm benannte Czartoryski-Schlössel, das sich seit 1912 im Besitz der Gemeinde Wien befand. Nach dessen Abriss nach 1955 wurde 1959 eine städtische Schule eröffnet. Im Schlössel bestand, 1807 erwähnt, die erste Kirche im heutigen Bezirksteil Weinhaus.
- Nr. 176–178 / Köhlergasse 1–3: 1929 / 1930 errichtete das Wiener Stadtbauamt einen Gemeindebau mit 35 Wohnungen nach Entwürfen von Paul Fischel und Heinz Siller. Eckverbauung im Stil der Neuen Sachlichkeit mit eingesetzten Loggien.[4]
- Nr. 188–190: 1926 / 1927 errichtete das Wiener Stadtbauamt gegenüber dem ehemaligen Czartoryskischlössel (siehe Nr. 173–181) einen Gemeindebau nach dem Entwurf von Michael Rosenauer mit 258 Wohnungen auf 15 Stiegen um einen Innenhof. Dieser geräumige, tieferliegende Hof wird zur Straße hin durch ein breites Gitter und zwei flankierende Straßentrakte mit schönen Eckbalkons begrenzt.[4]

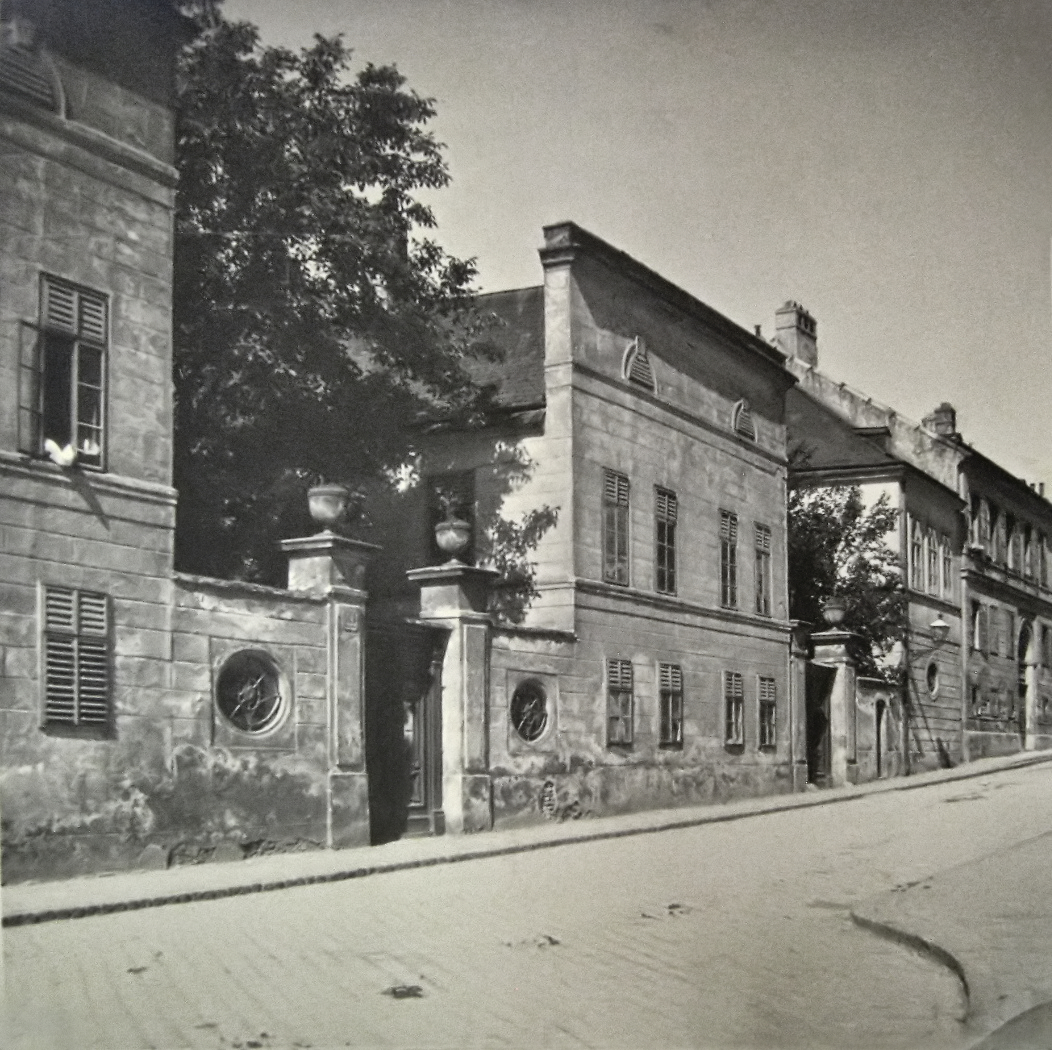
Nr. 169–171: Der nicht mehr bestehende Wohnsitz von Friedrich von Gentz, anno 1918
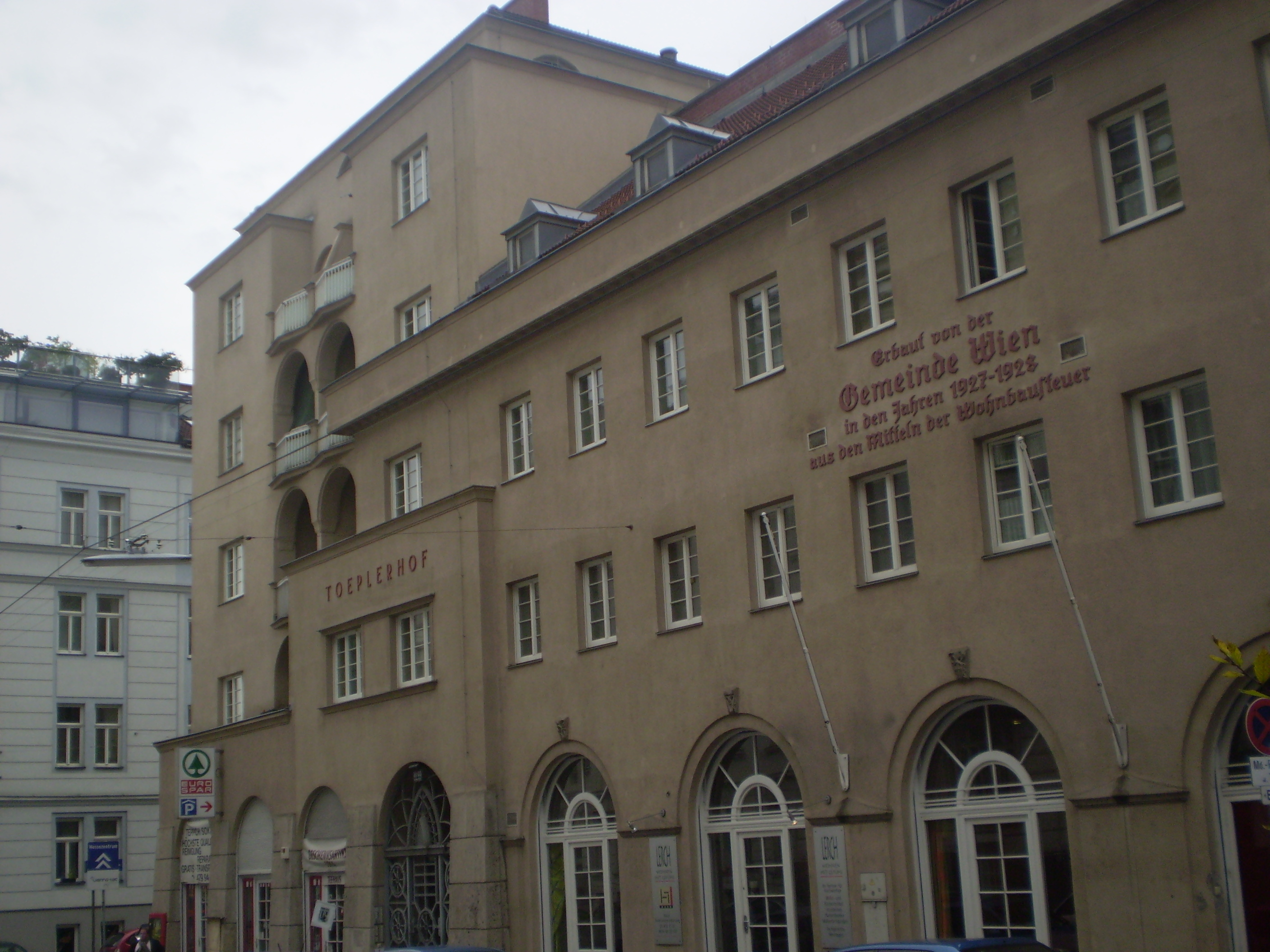
Der Toeplerhof auf Nr. 169–171
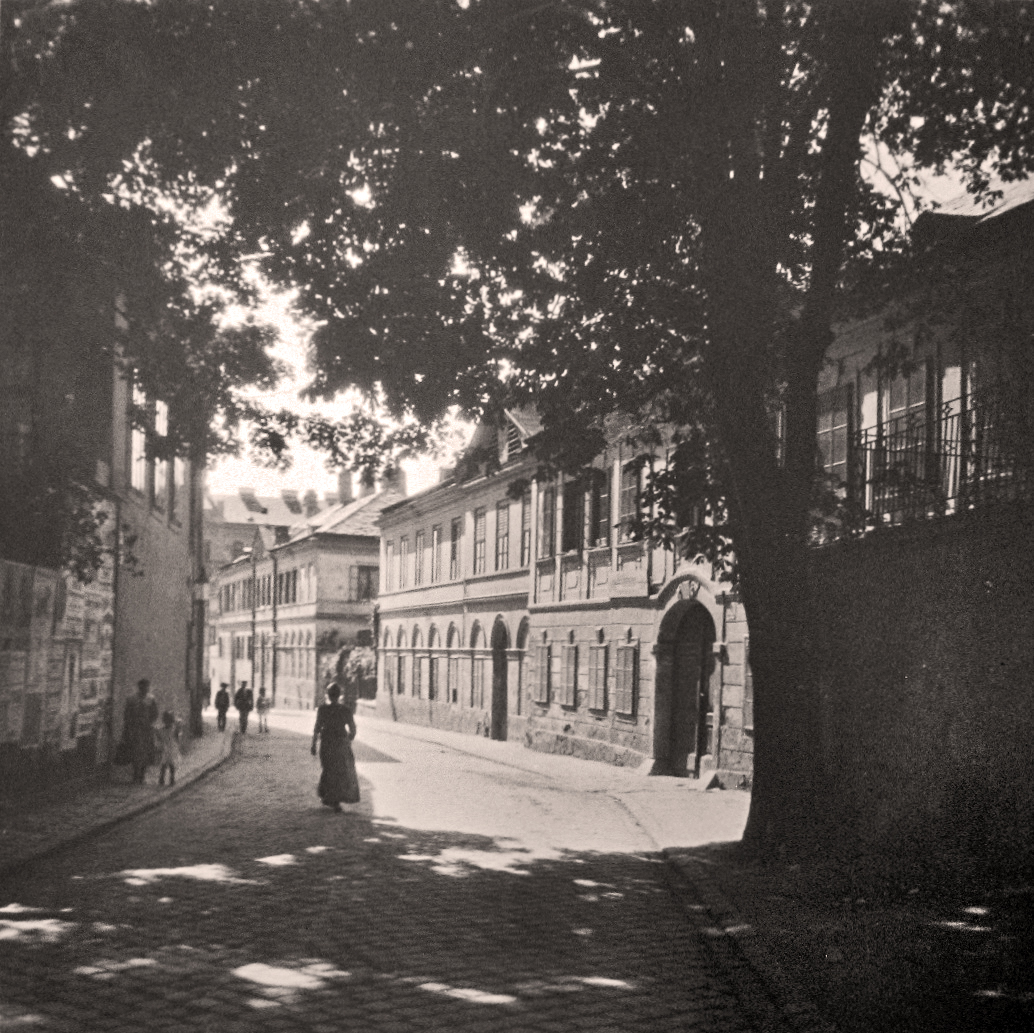
Das nicht mehr bestehende Czartoryskischlössel auf Nr. 175–181, anno 1918
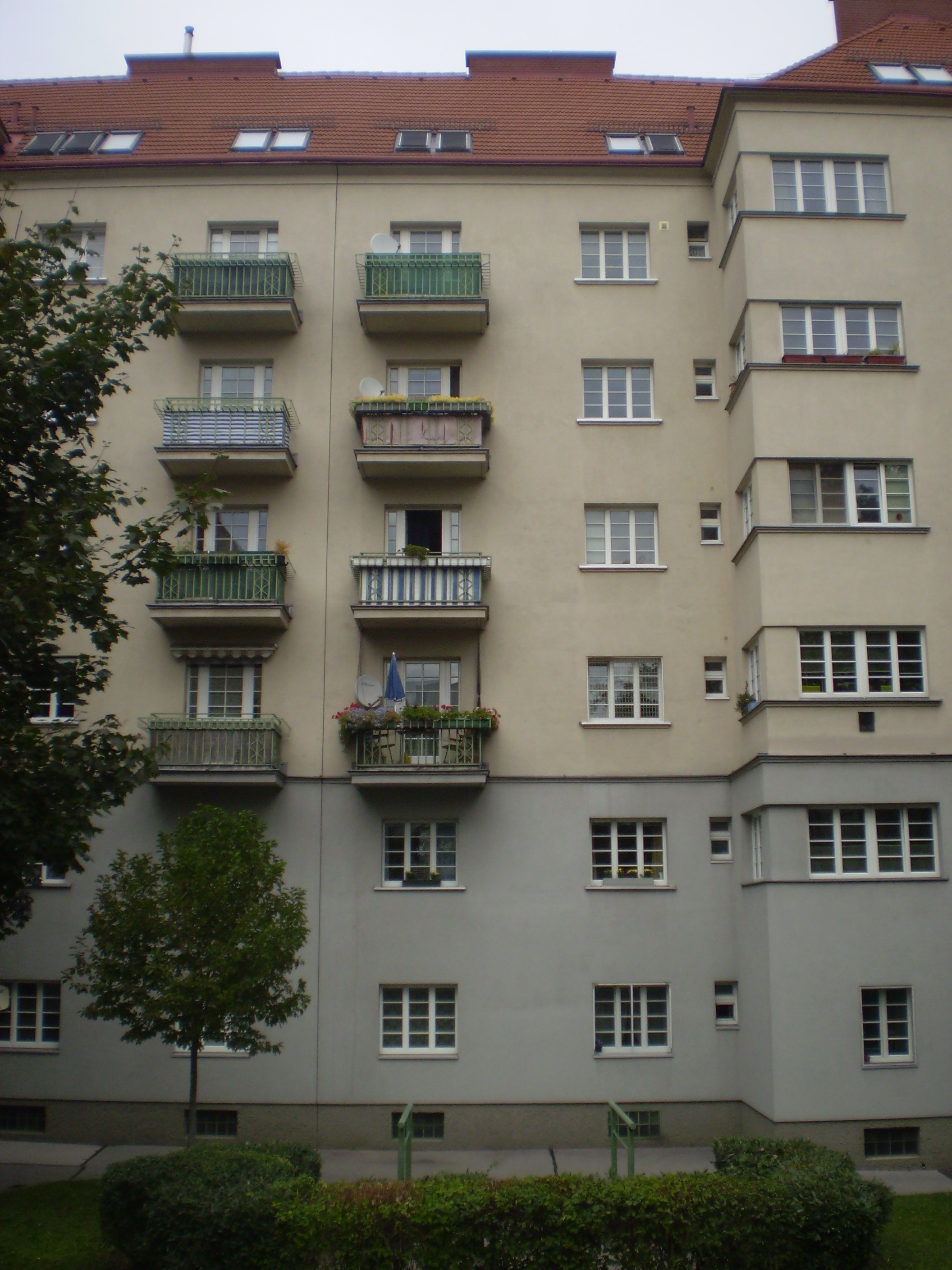
Nr. 188–190: Gemeindebau aus den Jahren 1926 / 1927

## Gastronomie
Die Wiener Kaffeehauskultur ist bzw. war entlang der Währinger Straße mit einigen traditionsreichen, aber auch neueren Häusern vertreten. Zu den traditionellen Häusern gehörten im 9. Bezirk das bis heute bestehende Café Weimar vis-à-vis des WUK und im 18. Bezirk das Café Wilder Mann (2009 geschlossen) sowie das Café Aumannhof. Bis in die 1990er Jahre bestand das Café Falstaff gegenüber der Volksoper als Künstlertreff. Angeblich soll das Autorenduo Carl Merz und Helmut Qualtinger dort auf eines der Vorbilder für die Figur des „Herrn Karl“ getroffen sein. Geschlossen wurde 2008 das Café Stadlmann, früher Treffpunkt für Studierende der umliegenden Institute. Im zentrumsnächsten Teil der Währinger Straße um das Votivkino hat sich im letzten Jahrzehnt eine rege Lokalszene entwickelt. Zu den neueren Häusern zählen hier Lokale, die mit Elementen der Systemgastronomie arbeiten, ebenso wie der Studenten- und Szenetreff Café Stein.

## Straßenbahnverkehr

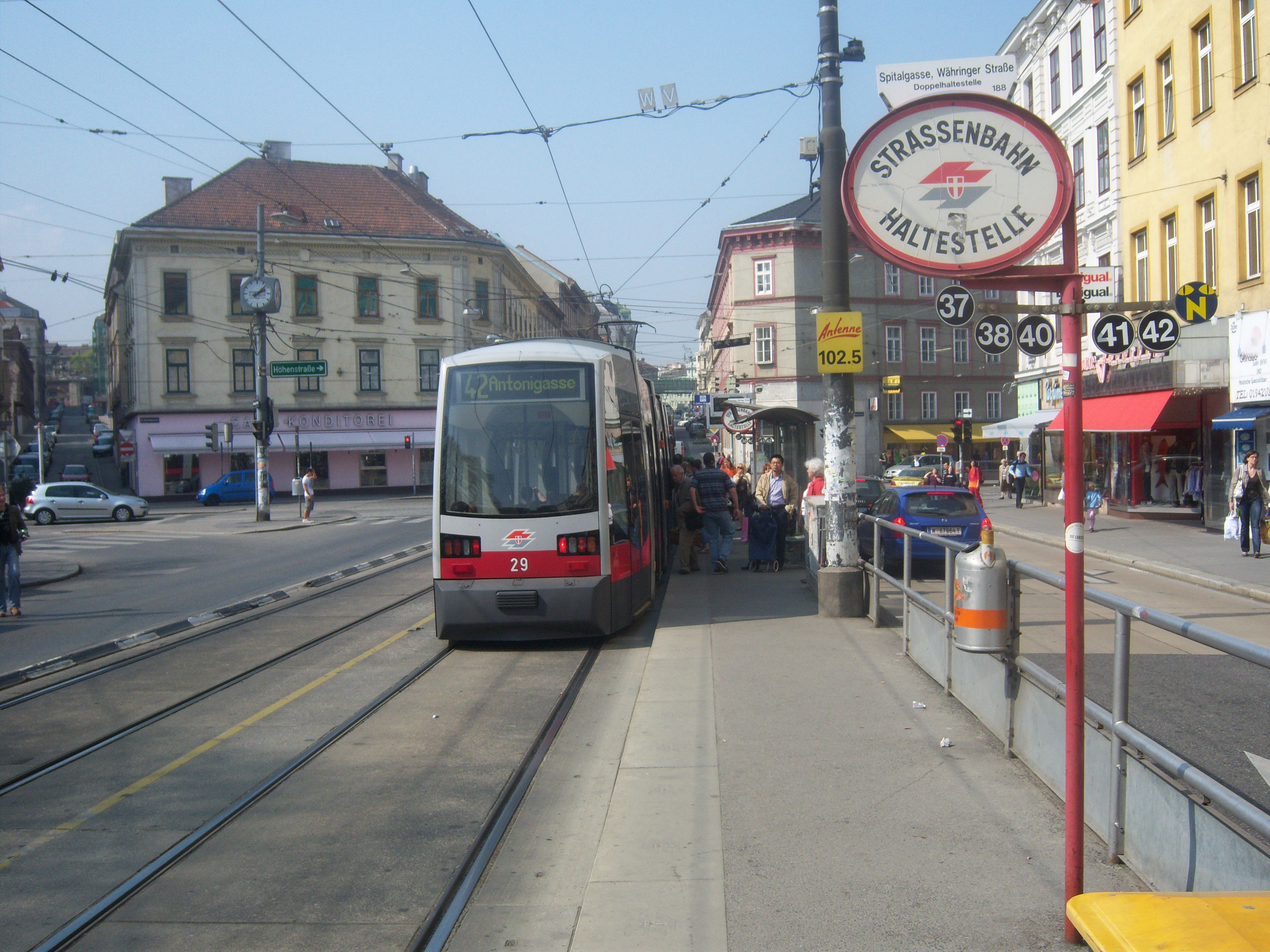
Im zentrumsnächsten Abschnitt der Währinger Straße fahren fünf Straßenbahnlinien. Im Hintergrund der kreuzende Straßenzug Spitalgasse / Nussdorfer Straße, wo zwei Linien nach rechts abbiegen.

Etwa ab 1817 verkehrte von der Freyung im heutigen 1. Bezirk bis Weinhaus (heute Währinger Straße 157) ein Stellwagen, der keinen festgelegten Fahrplan hatte, sondern an den Endstationen jeweils auf Fahrgäste wartete. Von 1860 an verkehrte der Stellwagen weiter bis zum heutigen Bezirksteil Pötzleinsdorf.
Die moderne Verkehrserschließung der Währinger Straße begann, als 1869, vom Schottentor ausgehend, eine Pferdestraßenbahnstrecke bis zur Nussdorfer Straße und auf dieser bis zum Gürtel in Betrieb genommen wurde. 1883 wurde die Strecke in der Währinger Straße von der Nussdorfer Straße bis zum Währinger Gürtel und 1884 vom Gürtel bis zur Vinzenzgasse im Bezirksteil Weinhaus des 18. Bezirks verlängert. 1899 erfolgte von dort die Verlängerung durch die Gentzgasse bis zur Simonygasse an der Station Gersthof der Vorortelinie der Wiener Stadtbahn, die zwischen Gentzgasse und Währinger Straße liegt.
1902 / 1903 wurde die Strecke auf der gesamten Währinger Straße elektrifiziert; im gleichen Jahr erwarb die Gemeinde Wien das bis dahin private Liniennetz, das nunmehr als Betrieb mit dem Namen Gemeinde Wien, Städtische Straßenbahnen geführt wurde. Die auf der Währinger Straße verkehrenden Straßenbahngarnituren wurden zum Teil in der Remise Kreuzgasse im 18. Bezirk abgestellt.
Seit 1907 die bis heute üblichen Liniensignale eingeführt wurden, verkehrten durch die Währinger Straße (soweit nicht anders angeführt, bis zum Aumannplatz im 18. Bezirk) die Linien (derzeit verkehrende fett):
- 37 (Abschnitt Schottentor–Nussdorfer Straße, 1907–1939 und 1953 bis heute)
- 38 (Abschnitt Schottentor–Nussdorfer Straße, 1907–1944, 1945 / 1946 und 1952 bis heute)
- 39 (Abschnitt Schottentor–Nussdorfer Straße, 1907–1944, 1945 / 1946 und 1952–1970)
- 40 (seit 1980)
- 41 (1907 bis heute)
- 41A (1911–1924 und 1948–1965)
- 42 (Abschnitt Schottentor–Gürtel, 1907–1945 und 1948 bis heute)
- E (1913–1917)
- ER (1907–1913)
- EK (1907–1917)
- E2 (Abschnitt Schwarzspanierstraße–Gersthof, 1924–1945 und 1946–1980, eine der Zweierlinien)
- F (Abschnitt Schottentor–Gürtel, 1907–1945 und 1948–1960)
- G2 (Abschnitt Schwarzspanierstraße–Nussdorfer Straße, 1928–1945 und 1953–1980)

## Trivia
Das bekannte Lied Mariandl fiel dem Komponisten Hans Lang in der Währinger Straße während der Fahrt mit der Straßenbahnlinie 41 im Jahr 1947 ein.

## Galerie

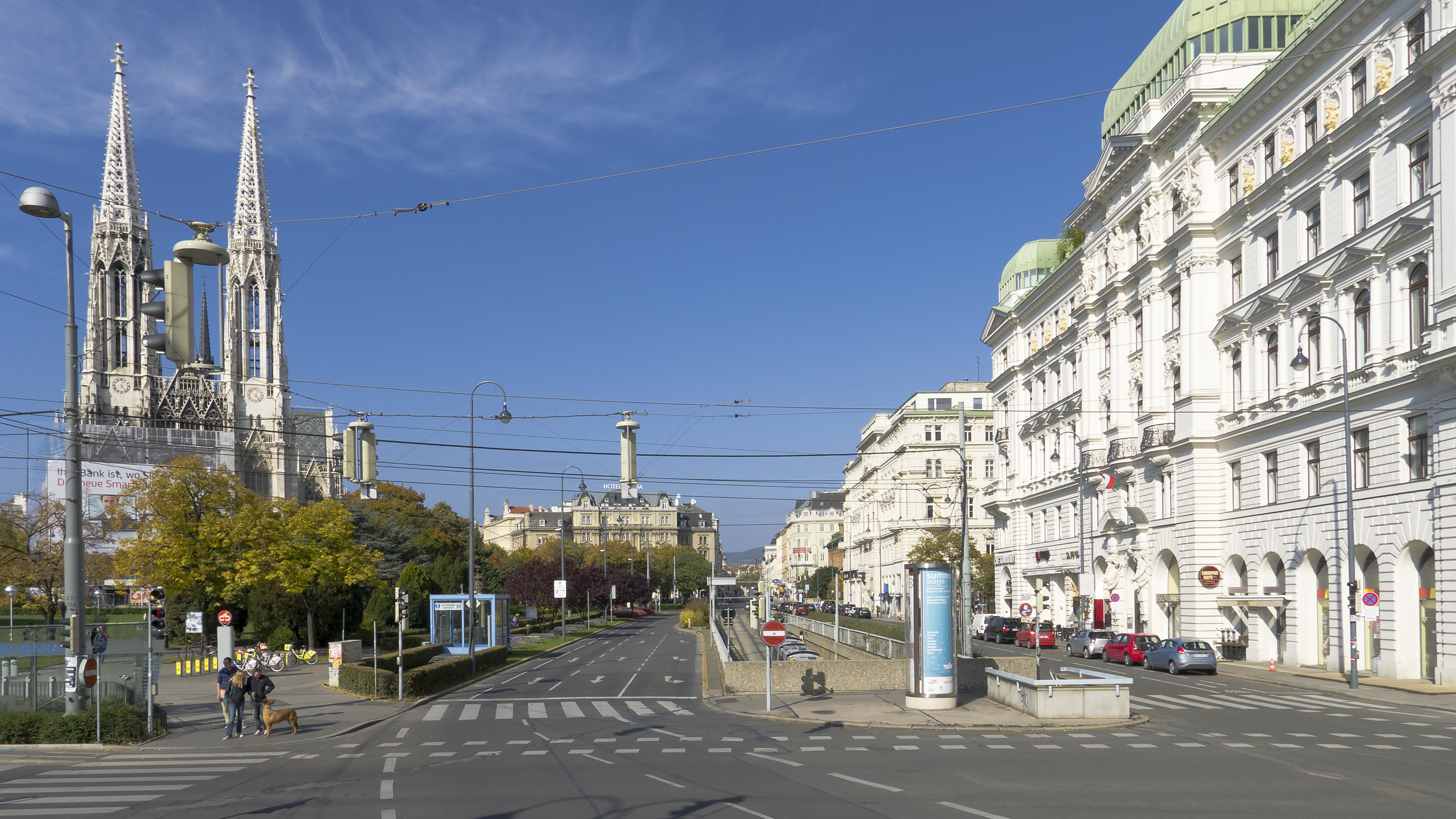
Der Beginn der Währinger Straße bei der Maria-Theresien-Straße
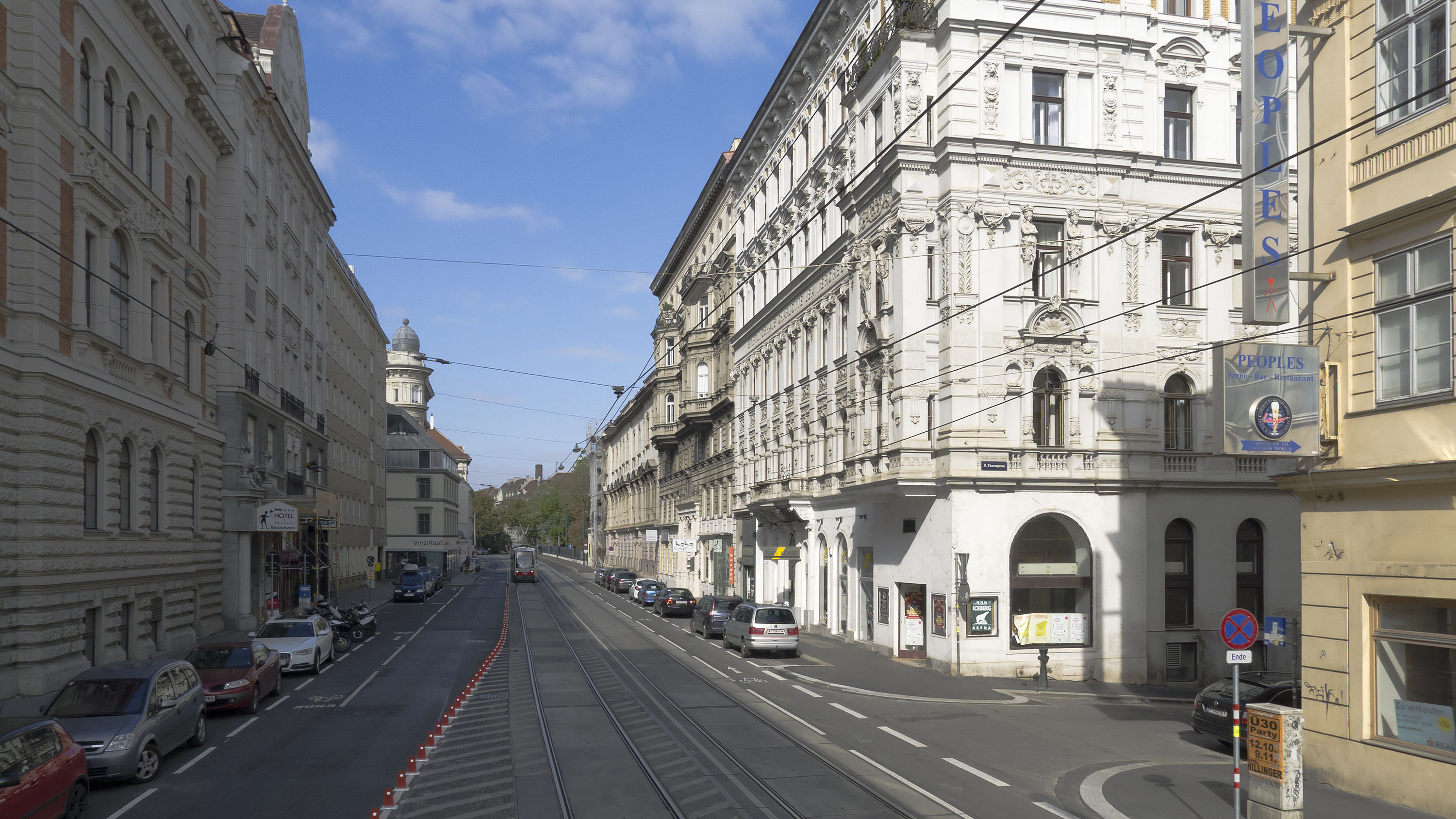
Bei der Thurngasse
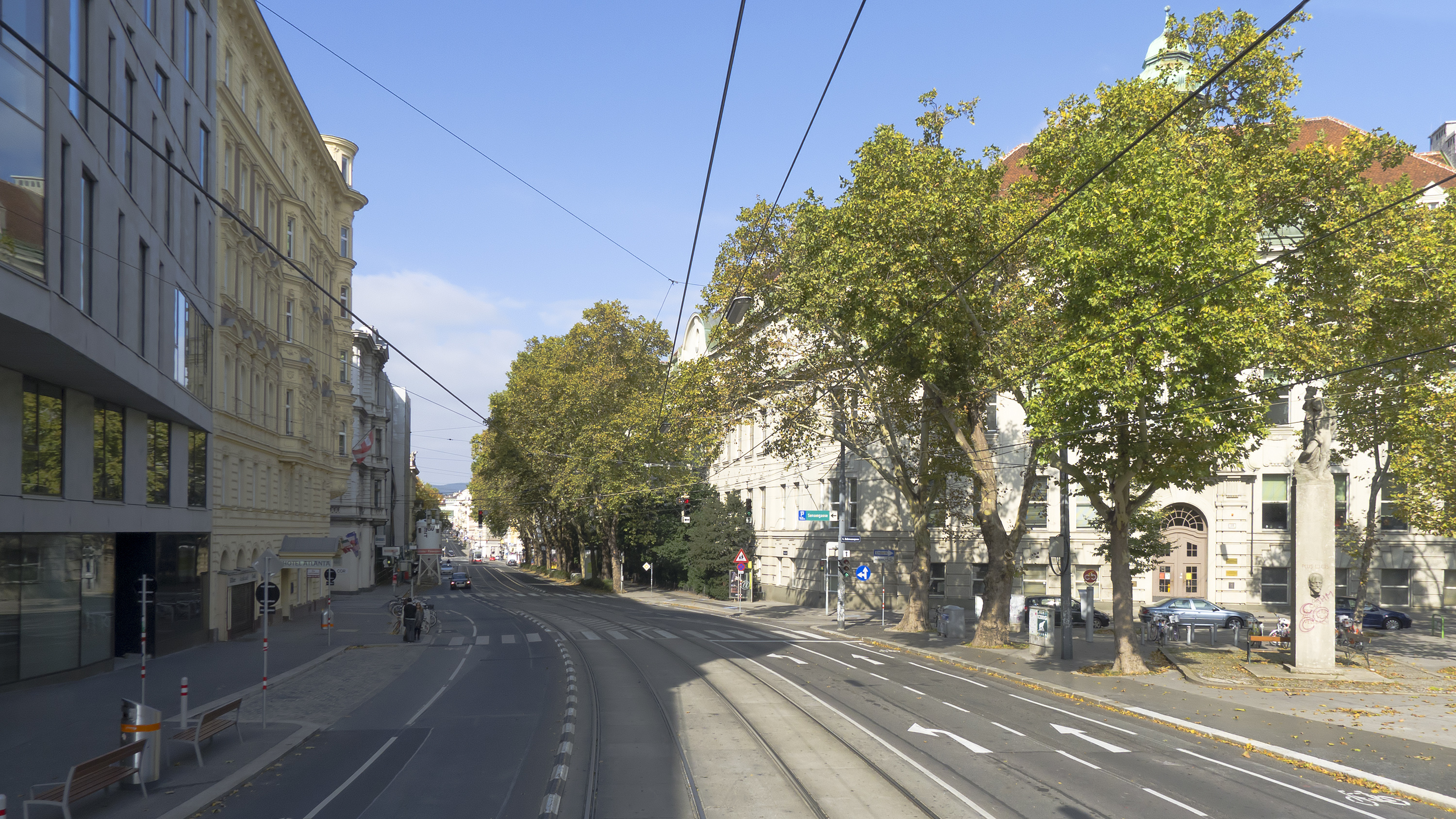
Vor der Sensengasse
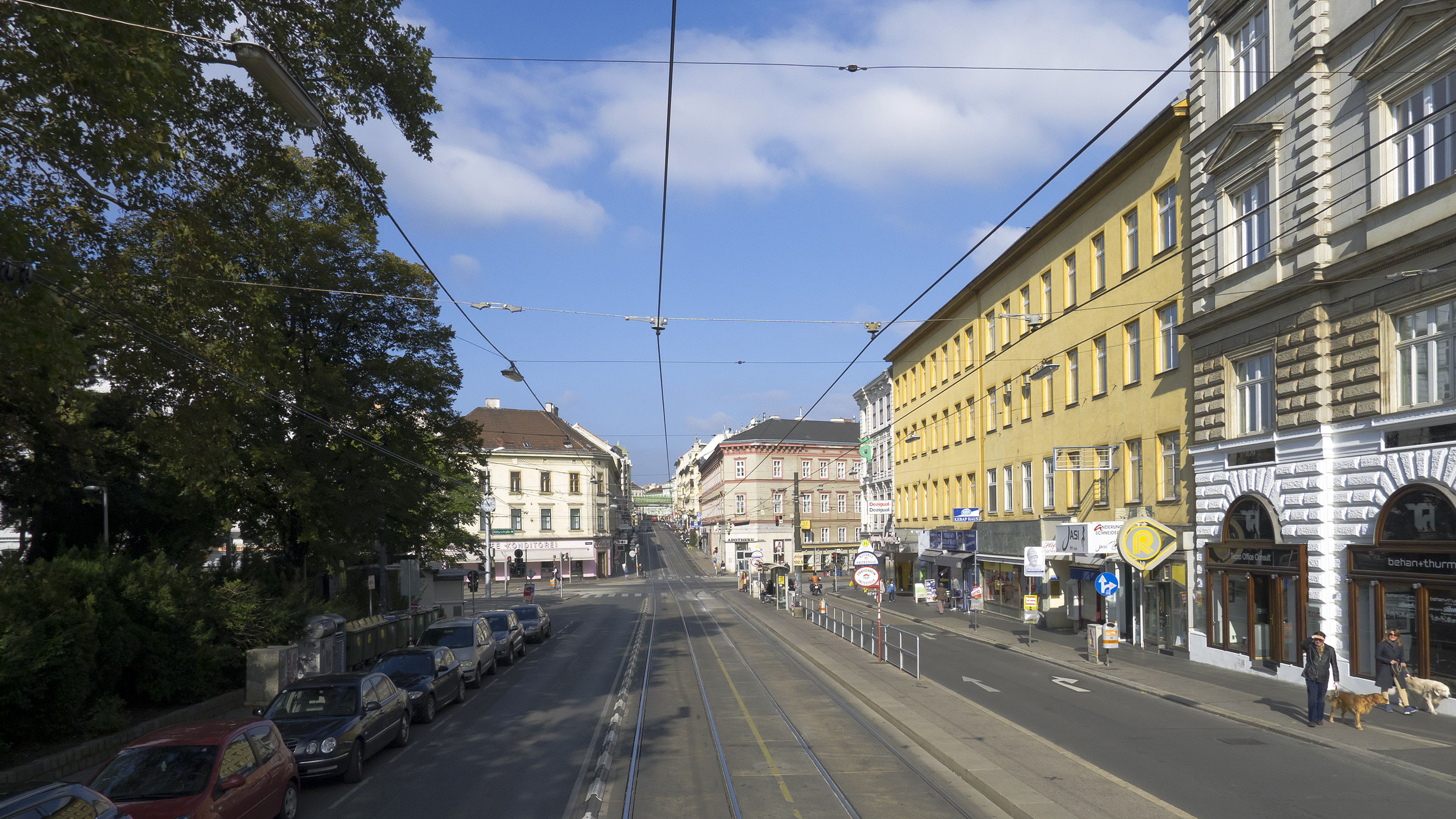
Vor der Spitalgasse / Nussdorfer Straße
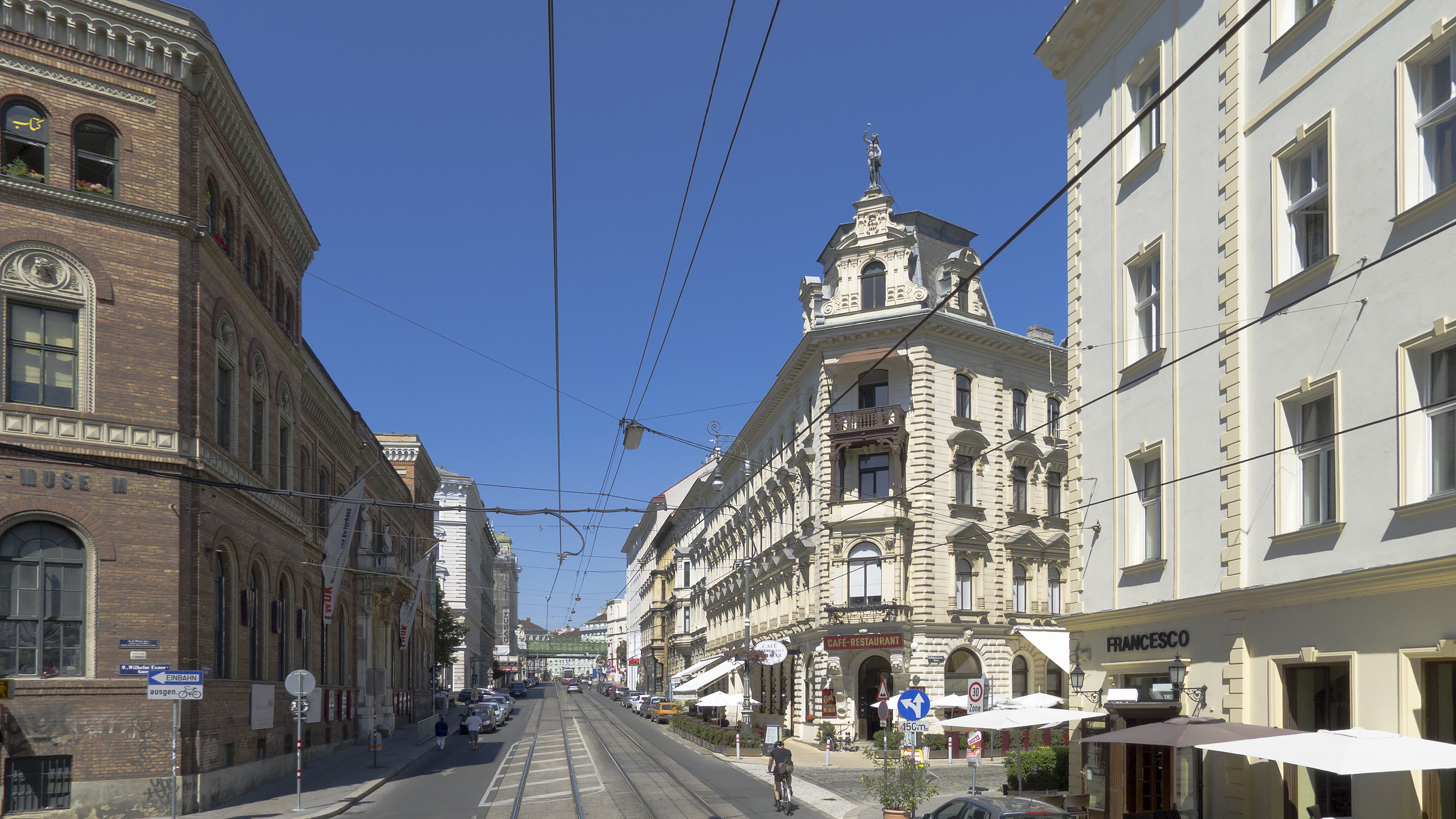
Bei der Wilhelm-Exner-Gasse
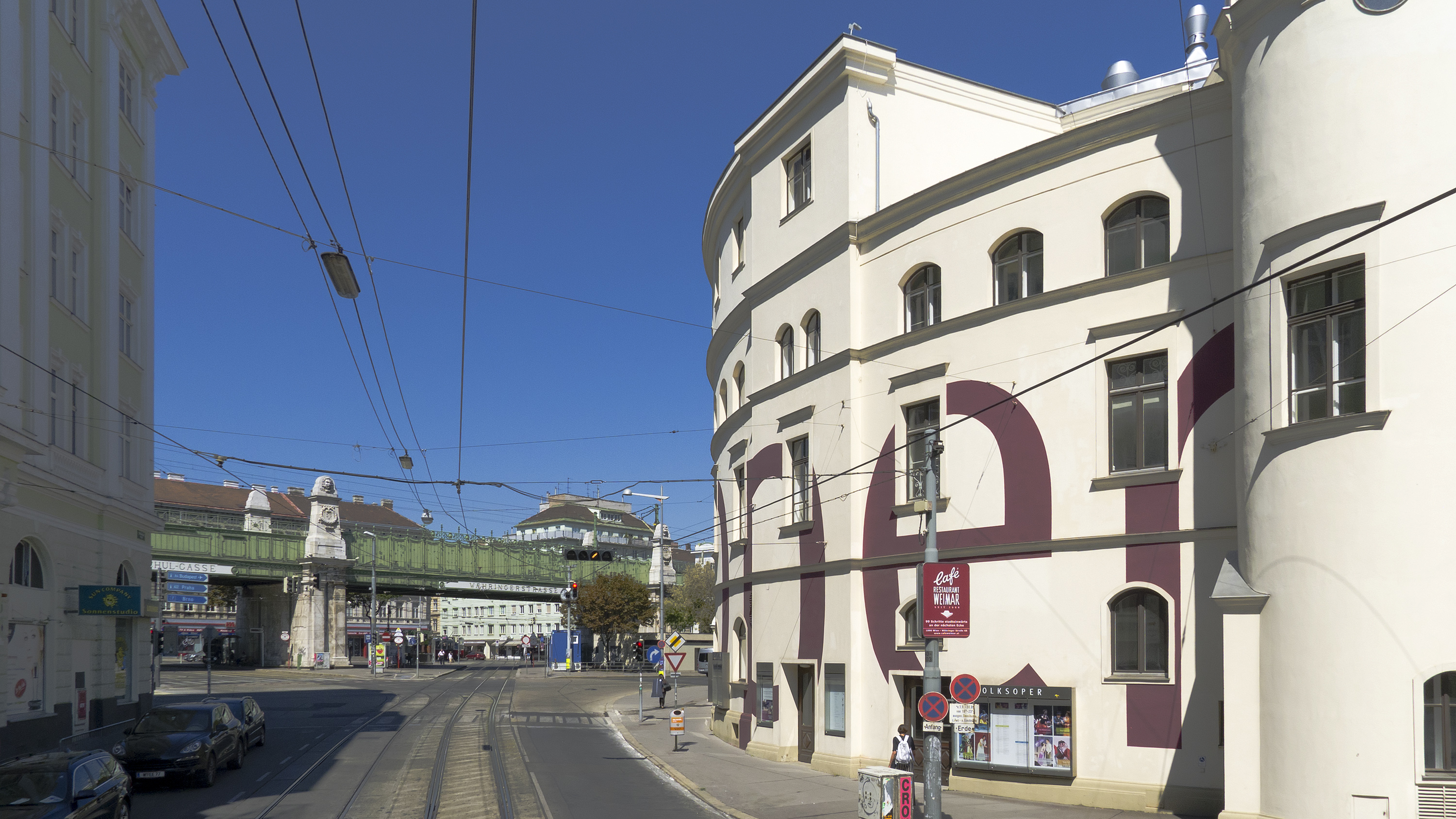
Beim Gürtel, rechts die Volksoper
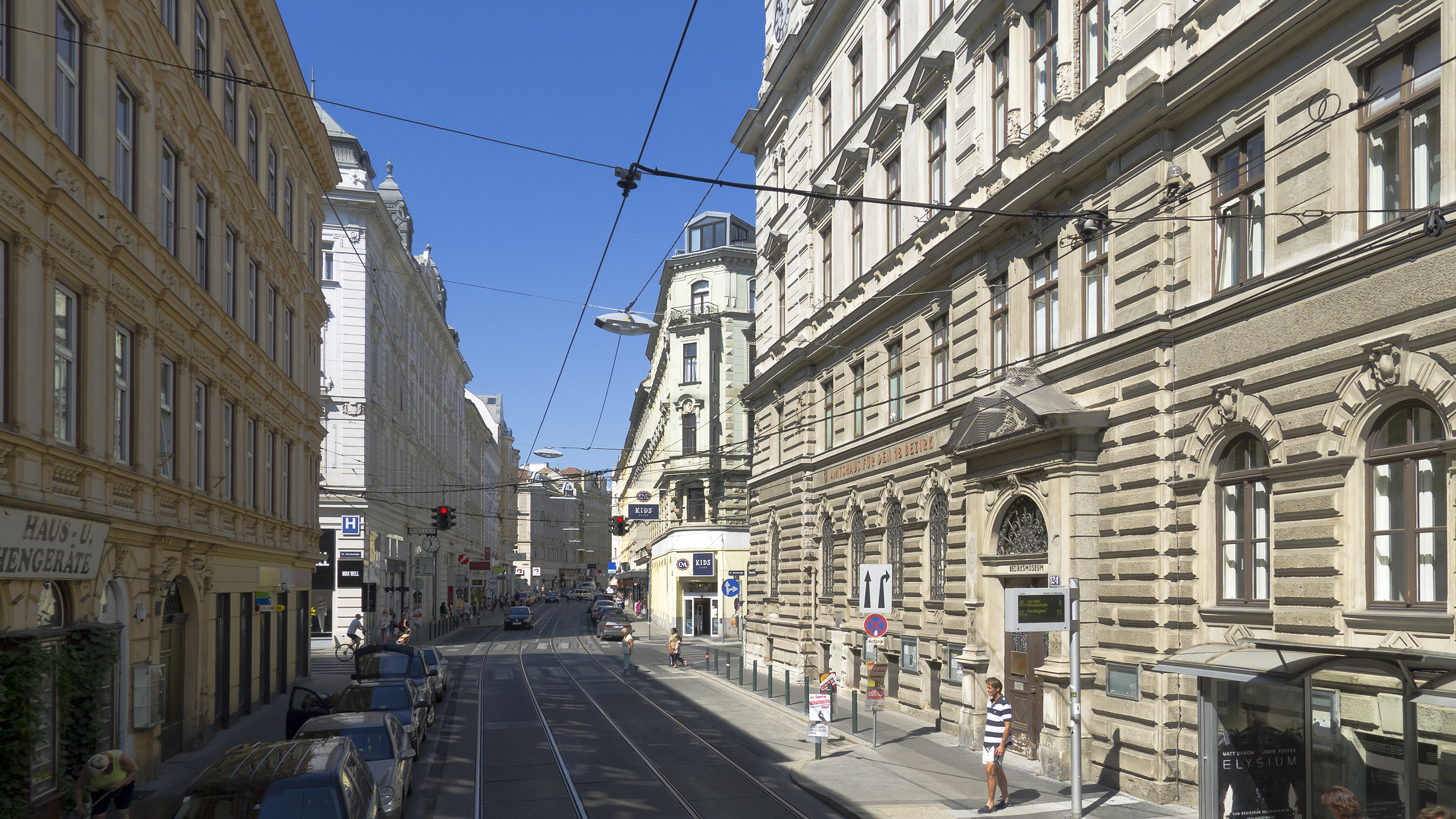
Vor der Martinstraße
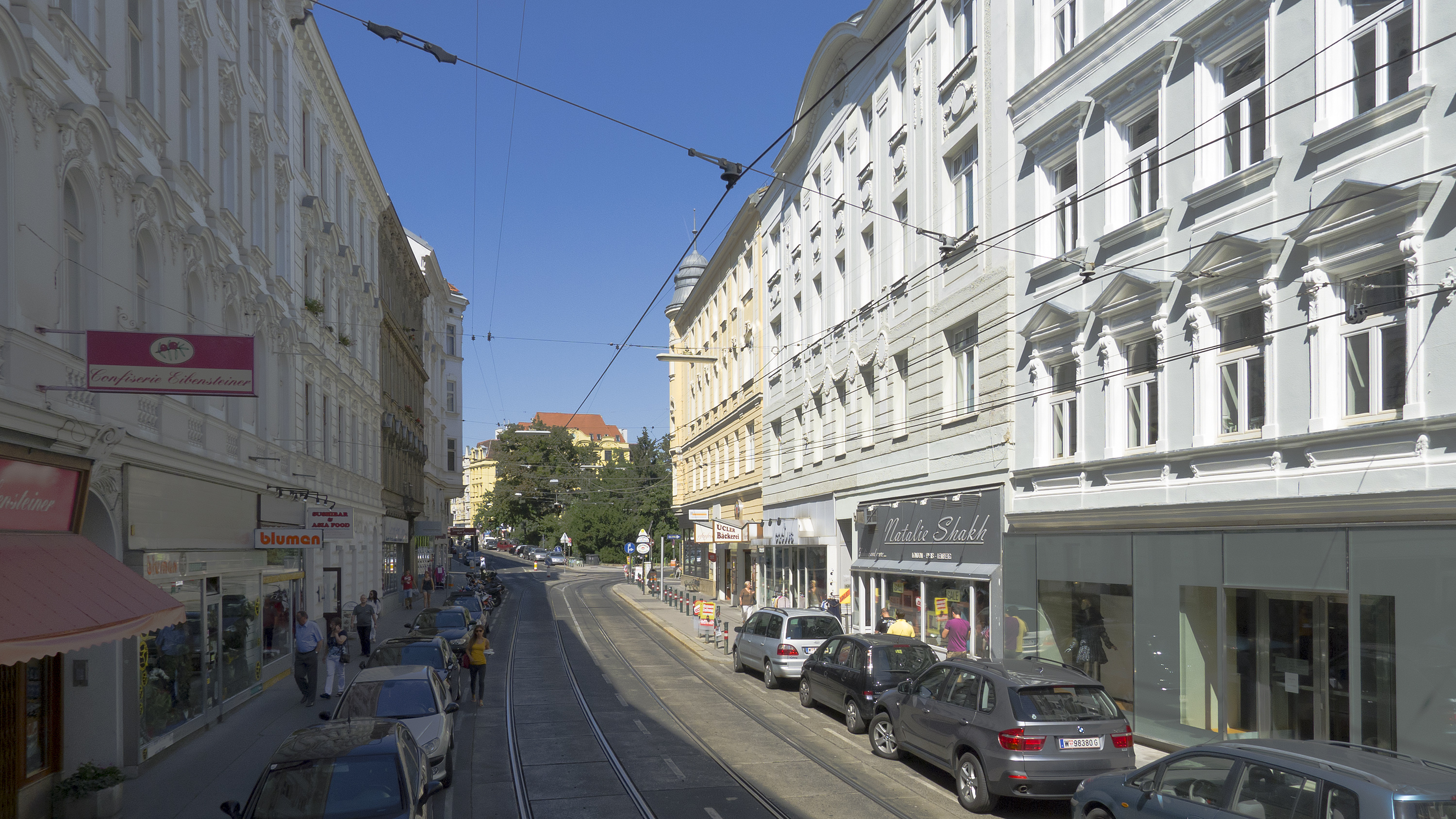
Vor dem Aumannplatz
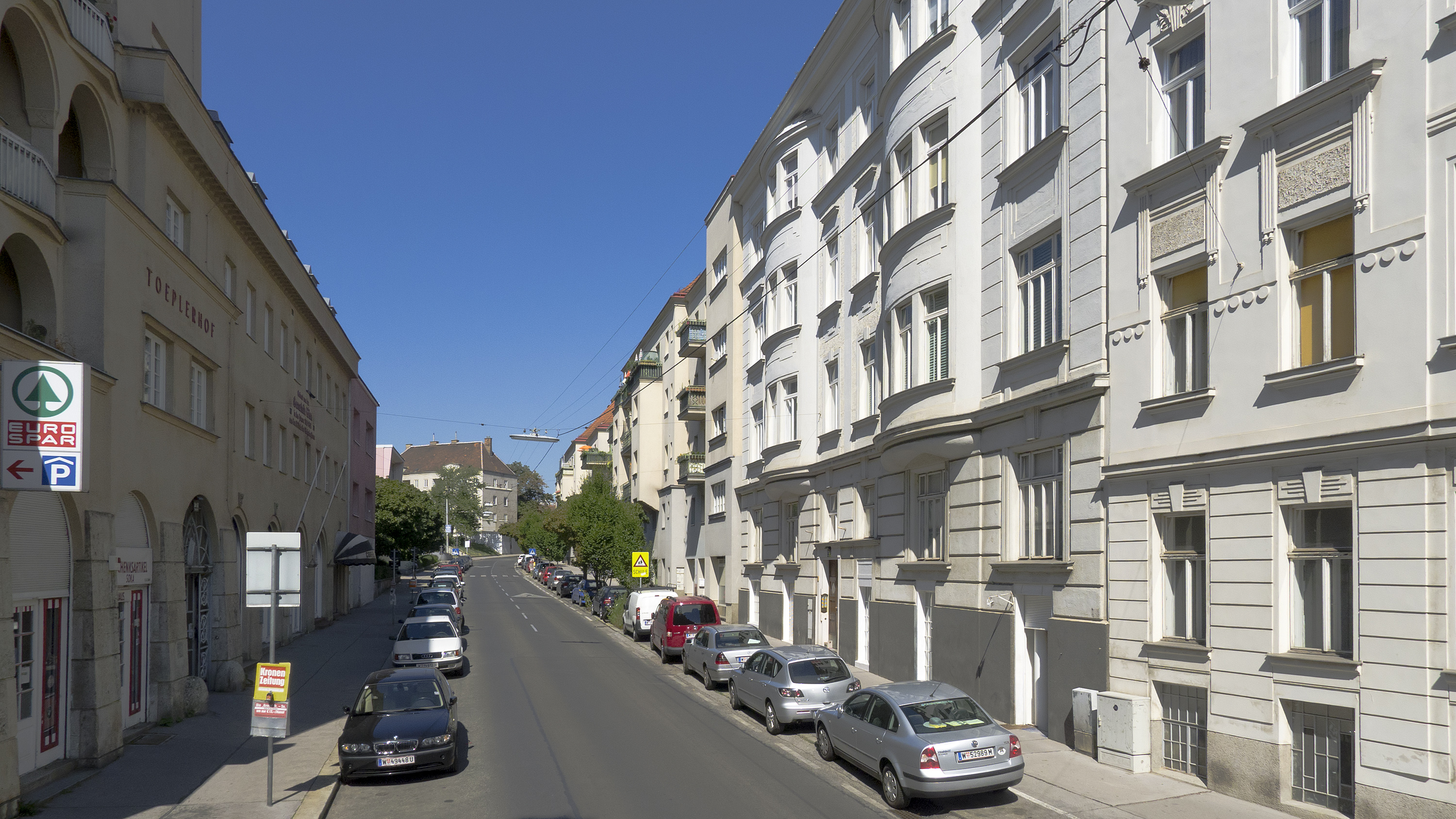
Bei der Paulinengasse
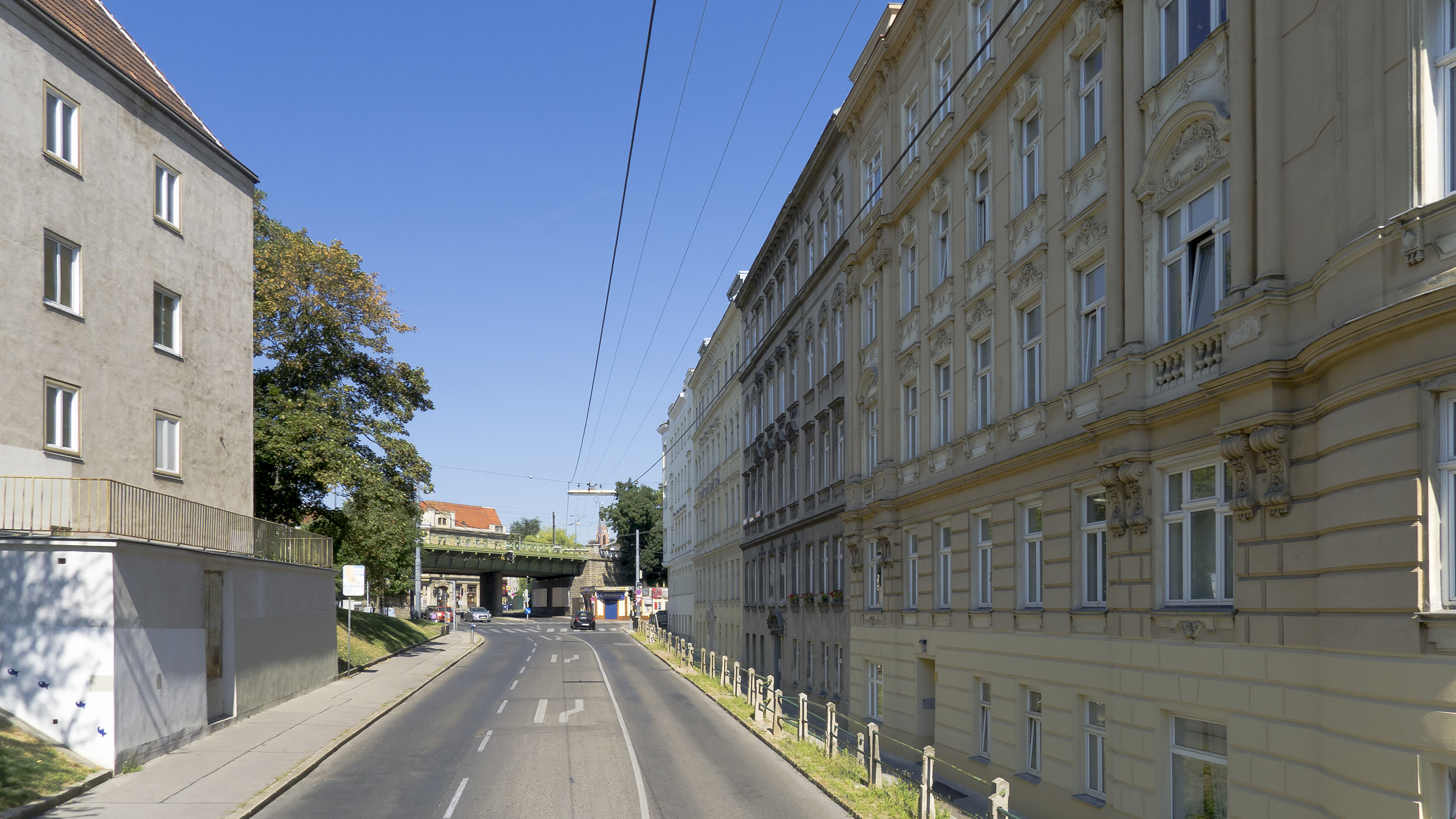
Das Ende der Straße bei der Simonygasse; dahinter die Brücke der Vorortelinie